# Drake (raper)
Drake, właśc. Aubrey Drake Graham (ur. 24 października 1986 w Toronto) – kanadyjski raper, piosenkarz i aktor. Jest wpływową postacią w muzyce popularnej i przypisuje mu się spopularyzowanie elementów R&B wśród artystów hip-hopowych.
Zdobył rozpoznawalność dzięki roli Jimmy'ego Brooksa w młodzieżowym serialu telewizyjnym Degrassi: Nowe pokolenie (2001–2008) emitowanym na kanale CTV. Karierę muzyczną rozpoczął w 2006 od wydania swojego debiutanckiego mixtape’u pt. Room for Improvement (2006). Następnie wydał mixtape'y: Comeback Season (2007) i So Far Gone (2009), po czym podpisał kontrakt z Young Money Entertainment. Wszystkie trzy pierwsze albumy Drake'a, Thank Me Later (2010), Take Care (2011) i Nothing Was The Same (2013), zadebiutowały na szczycie listy US Billboard 200. Czwarty album Aubryego, Views (2014), utrzymywał się na liście Billboard 200 przez 13 kolejnych tygodni i zawierał takie hity jak „Hotline Bling” oraz pierwszy utwór Drake'a na szczycie listy Billboard Hot 100 – „One Dance”, któremu przypisuje się pomoc w popularyzacji dancehallu i afrobeatu we współczesnej muzyce amerykańskiej. Następcą Views był Scorpion (2018), na którym znalazły się trzy single, które znalazły się na 1. miejscu listy Hot 100: „God's Plan”, „Nice for What” i „In My Feelings”. Jego szósty album, Certified Lover Boy (2021), ustanowił ówczesny rekord (9) pod względem największej liczby utworów z jednego albumu znajdujących się w pierwszej dziesiątce listy Billboard Hot 100, między innymi, dzięki głównemu singlowi „Way 2 Sexy” wraz z Young Thugiem i Future'em. W 2022 wydał album Honestly, Nevermind inspirowany gatunkiem house, a także płytę Her Loss, którą nagrał z 21 Savage. Jego ósmy album, For All the Dogs (2023), zawierał dwunasty i trzynasty numer 1. listy przebojów USA: „Slime You Out” (z udziałem SZA) i „First Person Shooter” (z udziałem J. Cole'a). W 2024 roku Drake wdał się w rapowy konflikt z Kendrickiem Lamarem, produkując takie utwory jak „Push Ups”, „Taylor Made Freestyle”, „Family Matters” i „The Heart Part 6”. W 2025 wydał album pt. Some Sexy Songs 4 U, który nagrał z PartyNextDoor.
W 2012 wytwórnię płytową OVO Sound wraz ze swoim wieloletnim współpracownikiem 40. W 2013 został „globalnym ambasadorem” drużyny Toronto Raptors, dołączając do jej komitetu wykonawczego, a później uzyskując prawa do nadania nazwy ich obiektowi treningowemu OVO Athletic Centre. W 2016 rozpoczął współpracę z Brentem Hockingiem przy tworzeniu bourbon whiskey Virginia Black. Drake kieruje marką modową OVO i współpracą Nocta z Nike Inc., założył także firmę produkcyjną DreamCrew i dom perfum Better World. Według doniesień w 2018 roku odpowiadał on za 5 procent (440 mln CAD) z 8,8 mld CAD rocznego dochodu Toronto z turystyki.
Jest jednym z najlepiej sprzedających się artystów muzycznych na świecie, z ponad 170 milionami sprzedanych egzemplarzy, i został sklasyfikowany jako artysta singli cyfrowych z najwyższą liczbą certyfikatów w Stanach Zjednoczonych według Recording Industry Association of America (RIAA). Zdobył pięć nagród Grammy i 55 nominacji, sześć American Music Awards, 41 Billboard Music Awards, dwie Brit Awards i trzy Juno Awards. Osiągnął 13 przebojów, które znalazły się na pierwszym miejscu listy przebojów Billboard Hot 100, co jest jego wspólnym rekordem największej liczby singli, które znalazły się na pierwszym miejscu listy przebojów solowego artysty (ex aequo z Michaelem Jacksonem). Jest również posiadaczem wielu rekordów Hot 100, w tym największej liczby singli w pierwszej dziesiątce (78) i największą liczbę utworów, które znalazły się na liście (338). W latach 2018–2023 Drake był rekordzistą pod względem liczby jednocześnie notowanych na listach przebojów w ciągu jednego tygodnia (27), największej liczby debiutów na liście Hot 100 w ciągu jednego tygodnia (22) oraz najdłuższego nieprzerwanego czasu przebywania na liście Hot 100 (431 tygodni). Ma także najwięcej singli, które osiągnęły pierwsze miejsce na listach przebojów R&B/Hip-Hop Airplay, Hot R&B/Hip-Hop Songs, Hot Rap Songs i Rhythmic Airplay.

## Życiorys
Aubrey Drake Graham urodził się 24 października 1986 roku w Toronto w Ontario. Jego ojciec, Dennis Graham, jest czarnoskórym perkusistą z Memphis, Tennessee, który kiedyś występował z muzykiem Jerrym Lee Lewisem. Jego matka, Sandra „Sandi” Graham (née Sher), jest kanadyjską Żydówką aszkenazyjską, która pracowała jako nauczycielka języka angielskiego i florystka. Dennis Graham wystąpił w klubie Bluenote w Toronto, gdzie poznał Sandrę, która była tam obecna. Drake jest podwójnym obywatelem Stanów Zjednoczonych i Kanady, przy czym to pierwsze pochodzi od ojca. W młodości uczęszczał do żydowskiej szkoły dziennej i został bar micwą.
Rodzice Drake'a rozwiedli się, gdy miał pięć lat. Po rozwodzie on i jego matka pozostali w Toronto, natomiast ojciec wrócił do Memphis, gdzie spędził kilka lat w więzieniu pod zarzutem posiadania narkotyków. Ograniczone finanse i problemy prawne sprawiły, że Graham pozostał w USA, aż do wczesnej dorosłości Drake'a. Przed aresztowaniem Graham każdego lata podróżował do Toronto i przywoził Drake’a do Memphis. Graham w wywiadzie stwierdził, że twierdzenia Drake’a o jego nieobecności jako ojca były ozdobnikiem mającym na celu sprzedaż muzyki, czemu Drake stanowczo zaprzecza.
Drake wychował się w dwóch dzielnicach. Mieszkał przy Weston Road w robotniczej dzielnicy zachodniej Toronto do szóstej klasy i uczęszczał do Weston Memorial Junior Public School do czwartej klasy, grając w hokeja w drużynie Weston Red Wings. Drake był obiecującym prawoskrzydłowym, dotarł do obozu hokejowego Upper Canada College, ale został z niego usunięty na prośbę matki po tym, jak w trakcie meczu Drake otrzymał od zawodnika drużyny przeciwnej brutalny cross-checking w szyję. W 2000 roku przeprowadził się do jednej z zamożnych dzielnic miasta, Forest Hill. Zapytany o przeprowadzkę, Drake odpowiedział: „[Mieliśmy] połowę domu, w którym mogliśmy mieszkać. Inni ludzie mieli górną połowę, my mieliśmy dolną połowę. Ja mieszkałem w piwnicy, moja mama mieszkała na pierwszym piętrze. Nie było to duże, nie było luksusowe. To było to, na co nas było stać”. W wieku 10 lat Drake wystąpił w komediowym skeczu, który wyemitowano podczas NHL Awards w 1997 roku, który odnosił się do Martina Brodeura i Rona Hextalla oraz ich rekordu jako jedynych bramkarzy, którzy strzelili więcej niż jedną bramkę.
Uczęszczał do Forest Hill Collegiate Institute w szkole średniej i uczęszczał do Vaughan Road Academy w wielokulturowej dzielnicy Oakwood Village w Toronto; Drake opisał Vaughan Road Academy jako „w żadnym wypadku nie najłatwiejszą szkołę, do której się chodziło”. W okresie dorastania Drake pracował w zamkniętej obecnie fabryce mebli w Toronto, której właścicielem był jego dziadek ze strony matki, Reuben Sher. Drake powiedział, że w szkole był prześladowany z powodu swojego pochodzenia rasowego i religijnego i gdy stwierdził, że jego plan zajęć przeszkadza jego rozwijającej się karierze aktorskiej, zrezygnował ze szkoły. Drake otrzymał dyplom ukończenia szkoły średniej w październiku 2012 roku.

## Kariera

### 2001–2009: Początki kariery

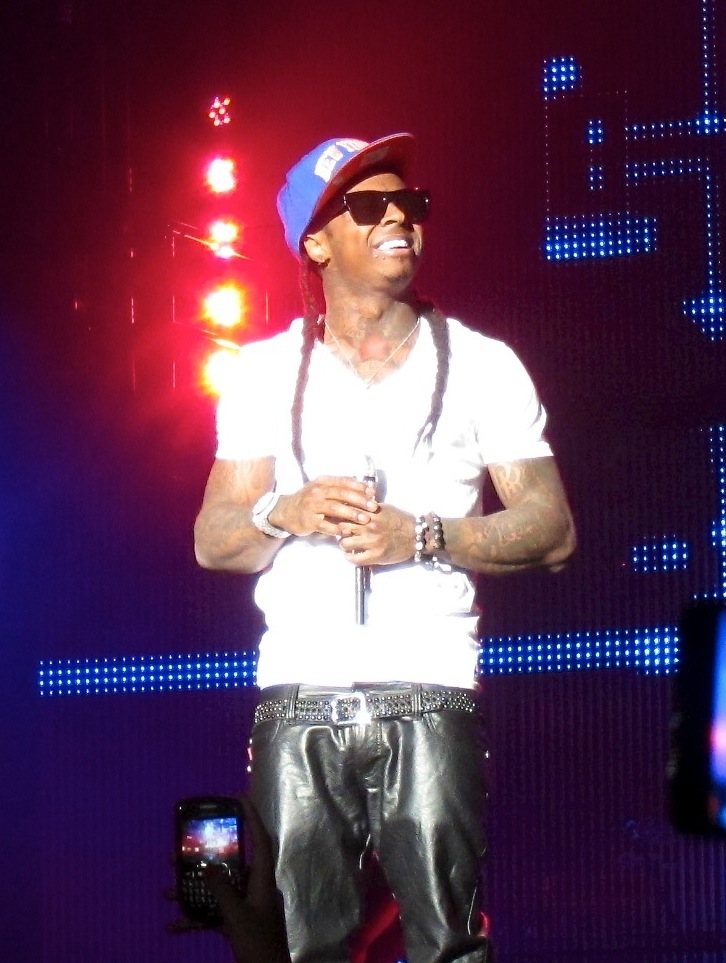
Lil Wayne, założyciel Young Money Entertainment, który podpisał kontrakt z Drakiem w 2009 roku.

W wieku 15 lat Drake poznał ojca swojego przyjaciela ze szkoły średniej, który był agentem aktorskim. Znalazł Drake'owi rolę w kanadyjskim dramacie młodzieżowym Degrassi: Następne pokolenie, w którym Drake wcielił się w postać Jimmy'ego Brooksa, gwiazdy koszykówki, który stał się niepełnosprawny fizycznie po tym, jak został postrzelony przez kolegę z klasy. Zapytany o wczesną karierę aktorską, Drake odpowiedział: „Moja matka była bardzo chora. Byliśmy bardzo biedni, spłukani. Jedyne pieniądze, jakie miałem, pochodziły z kanadyjskiej telewizji”. Według showrunnerów Lindy Schuyler i Stephena Stohna, Drake regularnie spóźniał się na plan po spędzeniu nocy na nagrywaniu muzyki. Aby temu zapobiec, Schuyler twierdził, że Drake zawarł umowę z ochroniarzami planu, aby po zakończeniu nagrywania mógł wejść na plan i przespać się w garderobie .Pierwsza nagrana piosenka Drake'a, „Do What You Do”, pojawiła się na ścieżce dźwiękowej serialu The N, która została wydana przez stację The N (blok nocny Noggin), ponieważ była to stacja, w której emitowano ten serial w Stanach Zjednoczonych.
Inspirując się muzyką Jay-Z i Clipse'a, Drake w 2006 roku wydał niezależnie swój debiutancki mixtape Room for Improvement z udziałem Treya Songza i Lupe Fiasco. Drake opisał projekt jako „dość prosty, przyjazny dla radia [i] nie mający w sobie zbyt wiele treści”. Room for Improvement (2006) został wydany tylko w sprzedaży i sprzedał się w nakładzie około 6000 egzemplarzy, za co Drake otrzymał $304,04 CAD tantiem. Swój pierwszy koncert dał 19 sierpnia 2006 roku w klubie nocnym Kool Haus jako support Ice Cube'a. Występ trwał pół godziny i zarobił 100 dolarów. W 2007 roku Drake wydał swój drugi mixtape Comeback Season (2007). Album ukazał się nakładem niedawno założonej przez niego wytwórni October's Very Own i zawierał singiel „Replacement Girl” z gościnnym udziałem Treya Songza. W piosence wykorzystano utwór „Man of the Year” autorstwa Brisco, Flo Ridy i Lil Wayne’a, zachowując zwrotkę Lil Wayne’a; raper zaprosił Drake’a do Houston, aby dołączył do jego trasy koncertowej promującej Tha Carter III. Podczas trasy koncertowej Drake i Lil Wayne nagrali razem wiele piosenek, w tym „Ransom”, „Forever” i remiks „Brand New”.
W 2009 roku Drake wydał swój trzeci mixtape So Far Gone. Album udostępniono do bezpłatnego pobrania za pośrednictwem jegowitryny internetowej blogowej OVO, a wystąpili w nim Lil Wayne, Trey Songz, Omarion, Lloyd i Bun B. W ciągu pierwszych 2 godzin od premiery został pobrany ponad 2000 razy, a jego komercyjny sukces osiągnęły single „Best I Ever Had” i „Successful”, które uzyskały status platynowej płyty przyznany przez Recording Industry Association of America (RIAA), a pierwszy z nich osiągnął również drugie miejsce na liście Billboard Hot 100 oraz dostał dwie nominacje na 52. ceremonii wręczenia nagród Grammy w kategoriach Best Rap Song i Best Rap Solo Performance. To spowodowało ponownie wydanie mixtape'u o tym samym tytule, ale tym razem w formie EP-ki, zawierającej cztery utwory z oryginału, a także dodatkowe utwory „I'm Goin' In” i „Fear”. Album zadebiutował na szóstym miejscu na liście Billboard 200 i zdobył nagrodę Juno Awards w kategorii Nagranie Rapowe Roku w 2010 roku.
Ze względu na sukces mixtape'u, Drake stał się przedmiotem wojny licytacyjnej między różnymi wytwórniami, w tym Universal Motown, Atlantic Records Warner Music Group, często określanej jako „jedna z największych wojen licytacyjnych w historii”. 29 czerwca 2009 roku podpisał kontrakt płytowy z wytwórnią Young Money Entertainment. Drake dołączył do pozostałych członków wytwórni w lipcu 2009 roku w ramach trasy America's Most Wanted Tour. Jednak podczas występu w Camden w stanie New Jersey, gdzie wykonywano utwór „Best I Ever Had”, Drake upadł na scenie i zerwał więzadło krzyżowe przednie w prawym kolanie.

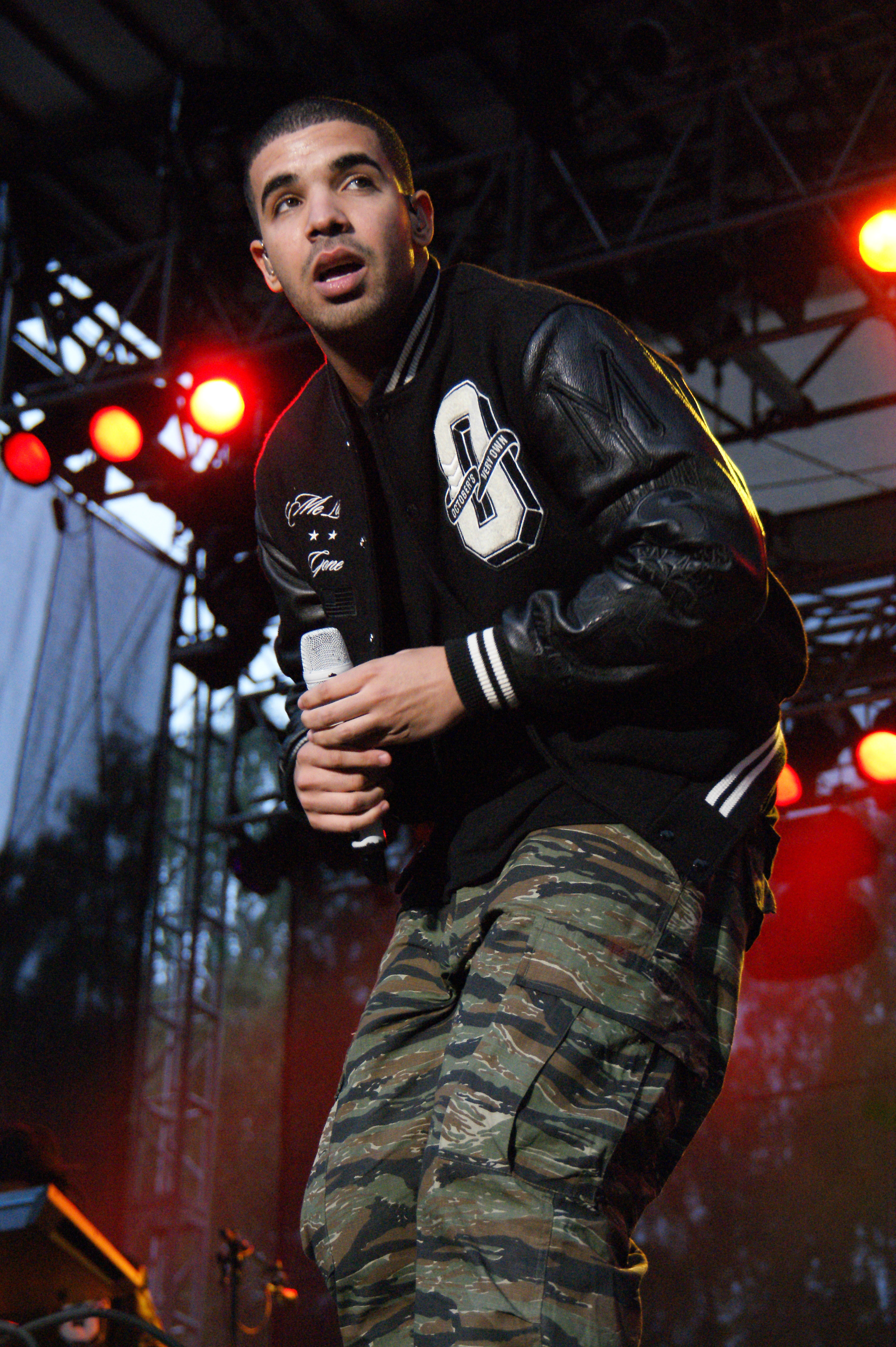
Drake na Bumbershoot w 2010 roku

### 2010–2012: Przełom muzyczny dziękiThank Me LateriTake Care
Drake planował wydać swój debiutancki album Thank Me Later pod koniec 2008 roku, ale datę premiery przesuwano trzykrotnie, aż do 15 czerwca 2010 roku. 9 marca 2010 roku Drake wydał główny singiel „Over”, który zajął czternaste miejsce na liście Billboard Hot 100, a także znalazł się na szczycie listy Hot Rap Songs. Utwór otrzymał nominację do nagrody Best Rap Solo Performance podczas 53. ceremonii wręczenia nagród Grammy. Jego drugi singiel „Find Your Love” odniósł jeszcze większy sukces. Utwór osiągnął piąte miejsce na liście przebojów Hot 100 i uzyskał certyfikat trzykrotnej platynowej płyty przyznany przez Recording Industry Association of America (RIAA). Teledysk do singla nakręcono w Kingston na Jamajce i spotkał się on z krytyką ministra turystyki Jamajki, Edmunda Bartletta. Trzeci singiel i czwarty singiel, odpowiednio „Miss Me” i „Fancy” odniosły umiarkowany sukces komercyjny; jednak ten drugi przyniósł Drake’owi drugą nominację do 53. rozdania nagród Grammy w kategorii Best Rap Performance by a Duo or Group.
Debiutancki album studyjny Thank Me Later ukazał się 15 czerwca 2010 roku i zadebiutował na pierwszym miejscu listy Billboard 200, sprzedając się w nakładzie ponad 447 000 egzemplarzy w pierwszym tygodniu. Po wydaniu albumu 25 000 fanów zebrało się w nowojorskim South Street Seaport na darmowym koncercie zorganizowanym przez Drake’a i Hanson, który później został odwołany przez policję z powodu zamieszek wywołanych przepełnieniem sali. Album stał się najlepiej sprzedającym się debiutanckim albumem dowolnego artysty w 2010 roku i miał najwyższą sprzedaż tygodniową w historii debiutanckich albumów w latach 2010-tych. Wśród gościnnych występów na albumie wystąpili m.in. Lil Wayne, Kanye West i Jay Z. Drake rozpoczął trasę koncertową Away from Home Tour 20 września 2010 roku w Miami na Florydzie, dając 78 koncertów w czterech częściach trasy. Trasa zakończyła się w Las Vegas w listopadzie 2010 roku. Ze względu na sukces trasy, Drake był gospodarzem pierwszego festiwalu OVO w 2010 roku. Drake zorganizował ekologiczną trasę koncertową po uczelniach, aby promować album.
Drake ogłosił, że zamierza pozwolić Noahowi „40” Shebibowi nagrać na swoim kolejnym albumie bardziej spójny dźwięk niż na Thank Me Later (2010). W listopadzie 2010 roku Drake ujawnił, że tytuł jego kolejnego albumu studyjnego będzie brzmiał Take Care. Chciał rozwinąć wolno-tempową, zmysłową i mroczną estetykę dźwiękową Thank Me Later (2010).

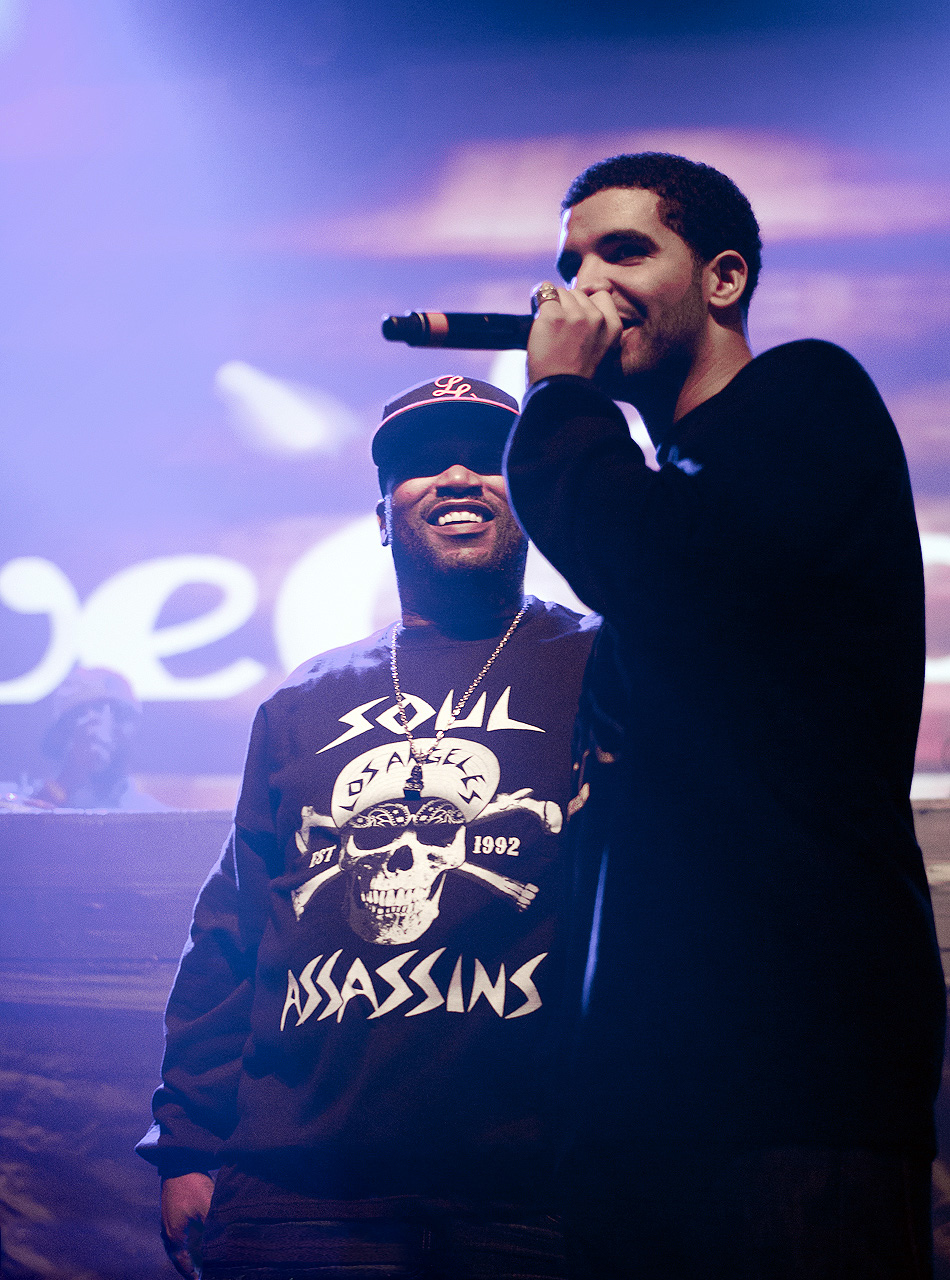
Drake podczas koncertu z Bun-B w 2011 roku

W styczniu 2011 roku Drake prowadził negocjacje w sprawie dołączenia do obsady filmu Arbitrage Nicholasa Jareckiego, w którym wystąpiły Eva Green i Susan Sarandon; jednak ostatecznie zrezygnował z zagrania głównej roli w filmie, by skupić się na albumie. „Dreams Money Can Buy” i „Marvins Room” zostały wydane na październikowym blogu Drake’a odpowiednio 20 maja i 9 czerwca 2011 roku. Pierwszy z nich, będący singlem promocyjnym albumu Take Care (2011), ostatecznie nie znalazł się na ostatecznej liście utworów na albumie, natomiast „Marvins Room” uzyskał certyfikat trzykrotnej platynowej płyty od RIAA, a także osiągnął 21. miejsce na liście Billboard Hot 100. „Headlines” został wydany 9 sierpnia jako główny singiel z albumu. Utwór spotkał się z pozytywnym odbiorem krytyków i fanów, osiągając trzynaste miejsce na liście Hot 100, stając się dziesiątym singlem Drake’a, który dotarł na szczyt listy Billboard Hot Rap Songs. Ostatecznie płyta uzyskała certyfikat poczwórnie platynowej płyty w Stanach Zjednoczonych i platyny w Kanadzie. Teledysk do singla ukazał się 2 października 2011 roku na Vimeo.

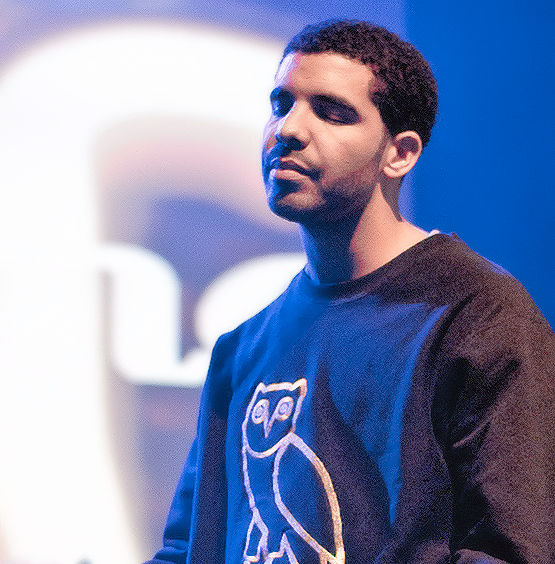
Drake podczas koncertu w Toronto w 2011 roku

Album Take Care ukazał się 15 listopada 2011 roku i zebrał generalnie pozytywne recenzje krytyków muzycznych. Album zdobył także nagrodę Grammy w kategorii Najlepszy Album Rapowy podczas 55. ceremonii wręczenia nagród Grammy i odniósł wielki sukces komercyjny, ostatecznie uzyskując sześciokrotny status platynowej płyty przyznany przez RIAA w 2019 roku, a sprzedaż albumu wyniosła ponad 2,6 mln egzemplarzy w Stanach Zjednoczonych. Trzeci i czwarty singiel z albumu, „The Motto” (z Lil Waynem) i „Take Care” (z Rihanną), zostały wydane odpowiednio 29 listopada 2011 roku i 21 lutego 2012 roku. Każda z piosenek odniosła wielki sukces komercyjny, zdobywając kolejno na stan 6 stycznia 2025 roku status ośmiokrotnej platynowej płyty za „The Motto” i siedmiokrotnie platynowej płyty za „Take Care”. Piosenka „The Motto” została później uznana za utwór, który spopularyzował frazę „YOLO” w USA. Teledysk do „Take Care” spotkał się z powszechnym uznaniem, otrzymując cztery nominacje na MTV Video Music Awards 2012, w tym w kategorii Teledysk Roku. „HYFR” był ostatnim singlem z albumu i uzyskał certyfikat dwukrotnie platynowej płyty.
5 sierpnia 2012 roku Aaliyah wydała utwór „Enough Said” wraz z gościnnym wokalem Drake'a. Utwór pierwotnie nagrano przed śmiercią Aaliyah w 2001 roku, ale Drake dokończył go później z producentem 40. W ramach promocji swojego drugiego albumu Drake wyruszył w światową trasę koncertową Club Paradise Tour. Trasa stała się najbardziej udaną trasą hiphopową 2012 roku, przynosząc dochód w wysokości ponad 42 milionów dolarów. Następnie Drake wystąpił w roli aktora grając Ethana w filmie Epoka lodowcowa 4: Wędrówka kontynentów.

### 2013–2015:Nothing Was The SameiIf You're Reading This It's Too Late
Podczas europejskiej części trasy Club Paradise Tour Drake rozpoczął pracę nad swoim trzecim albumem studyjnym, którym – jak powiedział – producentem wykonawczym pozostanie 40, będzie zawierał wpływy brytyjskiego producenta Jamiego xx i będzie się różnił stylistycznie od Take Care (2011), odchodząc od dotychczas dominującego ambientowego brzmienia i przygnębiających tekstów, które wcześniej były dominujące. Po zdobyciu nagrody Grammy w kategorii Best Rap Album podczas 55. ceremonii wręczenia nagród Grammy, 10 lutego 2013 roku Drake zapowiedział wydanie swojego trzeciego albumu Nothing Was the Same (2013) i wydał z niego pierwszy singiel. Drugi singiel z albumu „Hold On, We're Going Home” został wydany w sierpniu i osiągnął pierwsze miejsce na liście przebojów Billboard Hot R&B/Hip-Hop Songs. Album Nothing Was the Same ukazała się 24 września 2013 roku, debiutując na pierwszym miejscu na liście przebojów Billboard 200 w USA. W pierwszym tygodniu od premiery sprzedano 658 000 egzemplarzy. Album zadebiutował na szczycie list przebojów w Kanadzie, Danii, Australii i Wielkiej Brytanii. Album zebrał także ogólnie pozytywne recenzje od współczesnych krytyków muzycznych, którzy chwalili muzyczną zmianę pod względem tonu i tematu, porównując go do albumu 808s & Heartbreak (2008) Kanye Westa.
Album, którego sprzedaż w Stanach Zjednoczonych przekroczyła 1 720 000 egzemplarzy, był dodatkowo promowany trasą koncertową Would You Like a Tour? trwającą od końca 2013 do początku 2014 roku. Trasa ta stała się 22. najbardziej udaną trasą koncertową roku, przynosząc szacunkowy dochód w wysokości 46 milionów dolarów. W styczniu 2014 roku Drake powrócił do aktorstwa, prowadząc program Saturday Night Live, a także występując jako gość muzyczny. Jego wszechstronność, umiejętności aktorskie i wyczucie komediowe zostały docenione przez krytyków, którzy opisali je jako coś, co „utrzymywało go na powierzchni w trudnych i mętnych wodach SNL”.
Pod koniec 2014 roku Drake ogłosił, że rozpoczął nagrywanie na swój czwarty album studyjny. 12 lutego 2015 roku Drake bez wcześniejszej zapowiedzi udostępnił na iTunes mixtape If You're Reading This It's Too Late (2015). Pomimo debaty na temat tego, czy był to album czy mixtape, jego pozycja komercyjna wskazuje, że jest to jego czwarty projekt detaliczny z Cash Money Records, co według plotek miało na celu umożliwienie Drake'owi opuszczenia wytwórni. Jednakże, Drake ostatecznie pozostał przy Cash Money i If You're Reading This It's Too Late sprzedało się w liczbie ponad 1 miliona egzemplarzy w 2015 roku.

### 2015–2017:What a Time to Be Alive,ViewsiMore Life
31 lipca 2015 Drake wydał cztery single: „Back to Back”, „Charged Up”, „Hotline Bling” i „Right Hand”. 20 września Drake wydał wspólny mixtape z Future o nazwie What a Time to Be Alive (2015), który został nagrany w Atlancie w niecały tydzień. What a Time to Be Alive zadebiutował na pierwszym miejscu listy Billboard 200, dzięki czemu Drake został pierwszym artystą hiphopowym od 2004 roku, którego dwa projekty osiągnęły pierwsze miejsce w tym samym roku. Później płyta uzyskała status podwójnej platynowej płyty przyznany przez RIAA za łączną sprzedaż, transmisje strumieniowe i sprzedaż utworów równą ponad 2 milionom egzemplarzy. W styczniu 2016 roku Drake ogłosił, że jego czwarty album studyjny ukaże się wiosną, a pod koniec tego samego miesiąca wydał promocyjny singiel „Summer Sixteen”. Album pierwotnie nosił tytuł Views from the 6, ale później skrócono go do Views (2016).
„Summer Sixteen” zadebiutował na szóstym miejscu na liście US Billboard Hot 100 i okazał się kontrowersyjny — porównywanie się Drake'a z bardziej doświadczonymi artystami podzieliło wielu krytyków, którzy opisali jego porównywanie się jako „naprawdę bezczelne” lub „konwencjonalnie niegrzeczne”. Drake 5 kwietnia wydał główne single z albumu, „Pop Style” i przesiąknięty muzyką dancehall „One Dance”. Oba utwory zadebiutowały w pierwszej czterdziestce listy przebojów Billboard Hot 100;  jednak ten drugi odniósł większy sukces komercyjny. „One Dance” stał się pierwszym singlem Drake’a, który znalazł się na pierwszym miejscu w Kanadzie i USA jako czołowy artysta. Singiel ten stał się także pierwszym singlem Drake’a, który znalazł się na pierwszym miejscu list przebojów jako główny artysta w Wielkiej Brytanii i osiągnął pierwsze miejsce na listach przebojów w wielu innych krajach.
Przedpremierowe wysłuchanie albumu Views (2016) odbyło się w Londynie, a premiera odbyła się dzień później. Album został wydany wyłącznie na platformach Apple Music i iTunes 29 kwietnia, a pod koniec tego samego tygodnia udostępniono go również na innych platformach. Album Views (2016) okazał się najbardziej komercyjnym albumem Drake'a, utrzymując się na szczycie listy Billboard 200 przez trzynaście tygodni, a także jednocześnie na czele list Billboard Hot 100 i Billboard 200 przez osiem tygodni. Płyta uzyskała status sześciokrotnej platynowej płyty w USA, a w pierwszym tygodniu od premiery sprzedała się w nakładzie ponad miliona egzemplarzy odpowiadającym sprzedaż albumu, co dało łącznie ponad pół miliarda odtworzeń strumieniowych. Pomimo sukcesu, album spotkał się z mieszanymi opiniami krytyków: krytykowano go za długość, brak spójnego tematu czy brak artystycznego wyzwania.

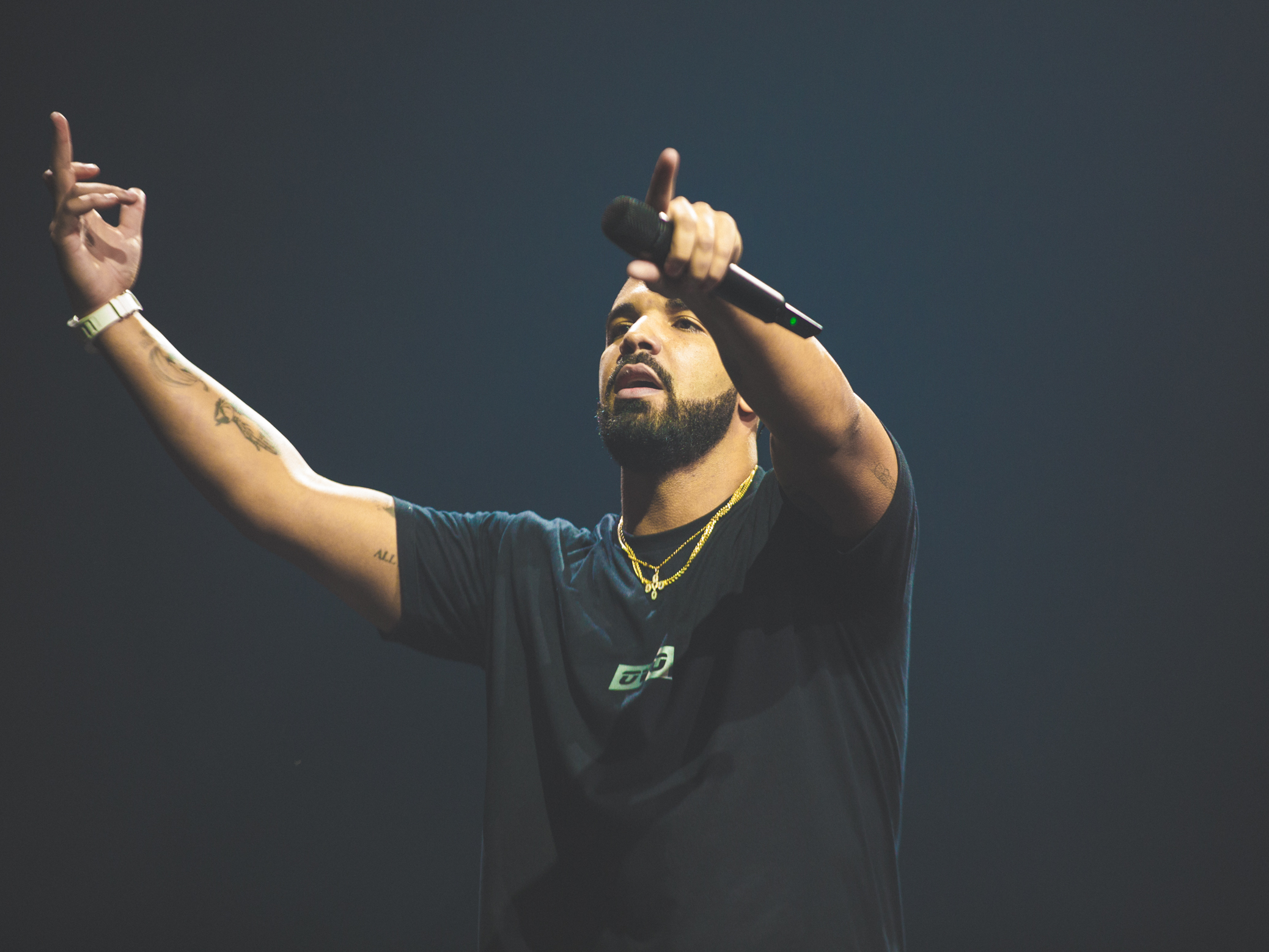
Drake podczas występu na Summer Sixteen Tour w Toronto w 2016 roku

Drake powrócił do prowadzenia Saturday Night Live 14 maja 2016 roku, występując w roli gościa muzycznego. Następnie Drake i Future ogłosili trasę koncertową Summer Sixteen Tour, aby zaprezentować swój wspólny mixtape oraz swoje albumy studyjne. Ostatnie daty trasy zostały przełożone ze względu na kontuzję kostki Drake'a. Według Pollstar trasa Summer Sixteen Tour była najbardziej dochodową trasą hiphopową wszech czasów, zarabiając 84,3 miliona dolarów i występując 56 razy. 23 lipca Drake ogłosił, że pracuje nad nowym projektem, którego premiera planowana jest na początek 2017 roku.

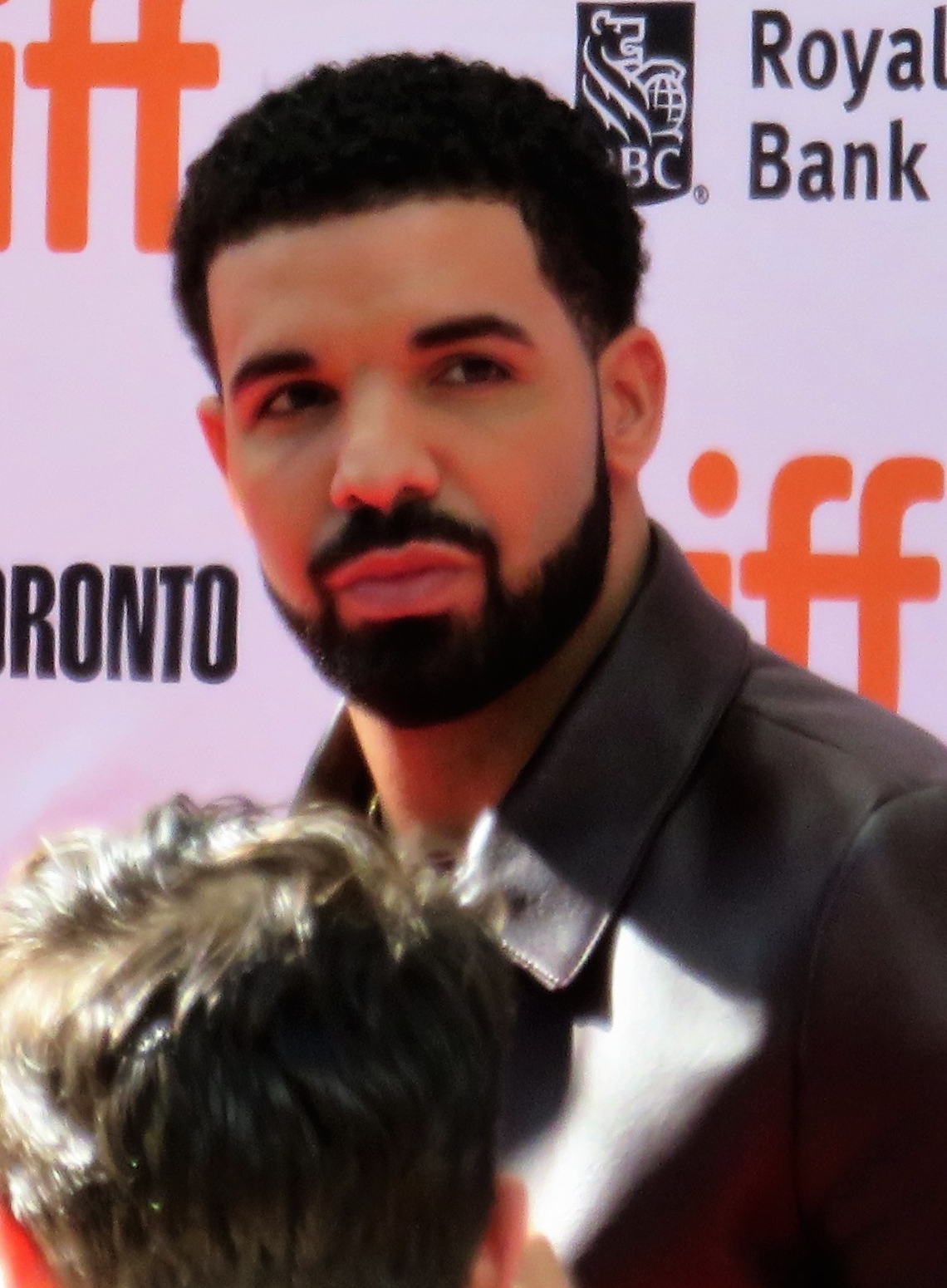
Drake na premierze The Carter Effect na Międzynarodowym Festiwalu Filmowym w Toronto w 2017 roku

Podczas festiwalu OVO w 2016 roku Kanye West potwierdził, że on i Drake rozpoczęli pracę nad wspólnym albumem. Niedługo potem ukazał się teledysk do utworu „Child's Play”. 26 września krótki film Please Forgive Me ukazał się dostępny wyłącznie na Apple Music. Trwał w sumie 25 minut i zawierał muzykę z Views (2016). Podczas gali rozdania nagród BET Hip Hop Awards w 2016 roku Drake otrzymał najwięcej nominacji, bo aż 10, zdobywając nagrody za Album Roku i Najlepszy Teledysk Hip-Hopowy. Drake później ogłosił trasę koncertową Boy Meets World Tour, która rozpoczeła się 10 października 2017 roku.
W jednym z odcinków audycji OVO Sound Radio Drake potwierdził, że wyda projekt zatytułowany More Life (2017), który opisał jako „playlista oryginalnej muzyki”. Drake później zapewnił sobie drugą i trzecią nagrodę Grammy podczas 59. ceremonii, wygrywając w kategoriach Best Rap/Sung Performance i Best Rap Song, oba za utwór „Hotline Bling”. Album More Life ukazał się 18 marca 2017 roku i zebrał przeważnie pozytywne recenzje, debiutując na szczycie listy Billboard 200 i sprzedając się w nakładzie 505 000 egzemplarzy odpowiadających sprzedaży albumu w pierwszym tygodniu. Ustanowił także rekord streamingu, stając się albumem o największej liczbie odtworzeń strumieniowych w ciągu 24 godzin, z wynikiem 89,9 milionów odtworzeń na Apple Music i 61,3 milionów na Spotify. Później, w maju 2017 roku, zdobył rekordową liczbę 13 nagród na gali Billboard Music Awards. Do tego czasu Drake był obecny na liście Hot 100 przez osiem kolejnych lat i miał najwięcej odnotowanych utworów jako artysta solowy. Drake był gospodarzem pierwszej dorocznej gali NBA Awards 26 czerwca 2017 roku i wystąpił także w filmie dokumentalnym The Carter Effect.

### 2018–2019:ScorpioniCare Package; powrót do telewizji
20 stycznia 2018 roku Drake wydał mini EP zatytułowany Scary Hours. Był to pierwszy solowy album Drake'a od czasu More Life (2017). Na płycie Scary Hours znalazły się utwory „Diplomatic Immunity” i „God's Plan”, przy czym ten drugi zadebiutował na pierwszym miejscu listy przebojów Billboard Hot 100 w USA. Piosenka ta była pierwszym solowym utworem Drake'a, który dotarł na pierwsze miejsce list przebojów. Stała się ona także jego pierwszą piosenką, która uzyskała diamentowy certyfikat od RIAA i obecnie zajmuje czwarte miejsce na liście najlepiej certyfikowanych singli cyfrowych w historii Stanów Zjednoczonych. Drake później pojawił się w debiutanckim singlu BlocBoy JB z lutego 2018 roku zatytułowanym „Look Alive”. Wejście utworu na listę Hot 100 uczyniło Drake'a raperem z największą liczbą przebojów w pierwszej dziesiątce listy Hot 100 (23).
6 kwietnia ukazał się singiel „Nice for What” z jego piątego albumu studyjnego. Utwór ten zastąpił jego własny utwór „God's Plan” na liście Billboard Hot 100 na pierwszym miejscu, dzięki czemu Drake został pierwszym artystą, którego nowy debiutancki utwór zajął pierwsze miejsce, zastępując poprzedni debiutancki, zajmujący pierwsze miejsce. Następnie ogłosił tytuł swojego piątego albumu studyjnego jako Scorpion (2018), który miał zostać opublikowany 29 czerwca 2018 roku. „I'm Upset” został wydany 26 maja jako trzeci singiel z albumu. Scorpion był najdłuższym projektem Drake'a, trwał nieco poniżej 90 minut. Album pobił jednodniowe globalne rekordy na Spotify i Apple Music, zdobywając odpowiednio 132,45 miliona i 170 milionów odtworzeń na każdej z tych platform streamingowych. W pierwszym tygodniu premiery sprzedano łącznie 749 000 egzemplarzy albumu, a album zadebiutował na pierwszym miejscu na liście Billboard 200.
Drake zdobył swój szósty numer jeden w USA dzięki utworowi "In My Feelings" 21 lipca 2018 roku. Sukces "In My Feelings" uczynił również Drake'a rekordzistą pod względem liczby utworów numer jeden wśród raperów. NNastępnie pojawił się na albumie Travisa Scotta, Astroworld (2018), gdzie udzielił wokali w utworze "Sicko Mode", który osiągnął pierwsze miejsce na liście Billboard Hot 100. W lipcu 2018 roku Drake ogłosił, że planuje „zrobić przerwę od 6 miesięcy do roku” na powrót do telewizji i filmu, produkując seriale telewizyjne Euforia i Top Boy. Następnie 12 sierpnia rozpoczął trasę koncertową Aubrey & the Three Migos Tour z amerykańskim trio hip-hopowym Migos. Poprzedziło to współpracę z Bad Bunnym zatytułowaną „Mia”, w której Drake śpiewał po hiszpańsku.
10 lutego 2019 roku Drake odebrał swoją czwartą nagrodę Grammy w kategorii Best Rap Song za utwór „God's Plan” podczas 61. ceremonii wręczenia nagród Grammy. W trakcie przemówienia producenci nagle włączyli przerwę reklamową, co skłoniło widzów do przypuszczeń, że cenzurują jego przemówienie, w którym skrytykował The Recording Academy. Prawny przedstawiciel akademii wydał oświadczenie, w którym stwierdził, że „naturalna przerwa [skłoniła] producentów do założenia, że aktor skończył przemowę i przeniósł się do reklamy” i dodał, że organizacja zaproponowała mu powrót na scenę, ale odmówił. 14 lutego Drake ponownie udostępnił w serwisach streamingowych swój trzeci mixtape, So Far Gone (2009), aby uczcić jego 10. rocznicę. 15 czerwca Drake wydał dwa utwory, „Omertà” i „Money in the Grave”, na swoim EP The Best in the World Pack (2019), aby uczcić zwycięstwo drużyny Toronto Raptors w finale NBA w 2019 roku. 2 sierpnia wydał album kompilacyjny Care Package (2019), składający się z utworów wydanych w latach 2010–2016, których początkowo nie można było kupić ani przesyłać strumieniowo; zadebiutował on na szczycie listy Billboard 200 z wynikiem 109 000 sprzedanych egzemplarzy w pierwszym tygodniu sprzedaży.

### 2019–2021:Dark Lane Demo TapesiCertified Lover Boy
24 grudnia 2019 roku Drake wydał utwór "War", który został szeroko zauważony ze względu na instrumental inspirowany brytyjskim stylem drill. Następnego dnia ujawnił, że jest w trakcie kończenia swojego szóstego albumu studyjnego. 3 kwietnia wydał utwór „Toosie Slide” wraz z teledyskiem, w którym można zobaczyć taniec stworzony we współpracy z influencerką mediów społecznościowych Toosie. Utwór zadebiutował na pierwszym miejscu listy Billboard Hot 100, dzięki czemu Drake został pierwszym artystą, którego trzy piosenki zadebiutowały na pierwszym miejscu. 1 maja 2020 roku Drake wydał komercyjny mixtape Dark Lane Demo Tapes z gościnnymi występami Chrisa Browna, Future'a, Young Thuga, Fivio Foreigna, Playboia Cartiego i Sosy Geeka. Mixtape jest kompilacją nowych piosenek i utworów, które wyciekły do internetu. Album otrzymał mieszane recenzje i zadebiutował na drugim miejscu na liście Billboard 200 oraz na pierwszym miejscu na liście UK Albums Chart. Drake ogłosił również, że jego szósty album studyjny ukaże się latem 2020 roku.
14 sierpnia 2020 roku ukazał się utwór „Laugh Now Cry Later” z gościnnym udziałem Lil Durka, który miał być głównym singlem z nadchodzącego albumu Certified Lover Boy (2021), ale nie znalazł się na ostatecznej liście utworów. Utwór zadebiutował na drugim miejscu na liście Hot 100 i został nominowany do nagrody Grammy w kategorii Best Rap Song. W swoje 34 urodziny Drake ogłosił, że premiera albumu Certified Lover Boy odbędzie się w styczniu 2021 roku. Później odłożono tę decyzję, ponieważ doznał poważnego urazu kolana.
W styczniu 2021 roku Drake został pierwszym artystą, którego łączna liczba odtworzeń na Spotify przekroczyła 50 miliardów. 5 marca Drake wydał EP-kę zatytułowaną Scary Hours 2, na której znalazły się trzy utwory: „What's Next”, „Wants and Needs” (z Lil Baby) oraz „Lemon Pepper Freestyle” (z Rickiem Rossem). Te trzy piosenki znalazły się odpowiednio na pierwszym, drugim i trzecim miejscu listy przebojów w USA, dzięki czemu Drake został pierwszym artystą, którego trzy piosenki zadebiutowały w pierwszej trójce na liście Billboard Hot 100. Podczas gali Billboard Music Awards 2021 został uhonorowany tytułem Artist of the Decade.
Album Certified Lover Boy został wydany 3 września 2021 roku, stając się dziesiątym albumem Drake'a, który znalazł się na pierwszym miejscu listy Billboard 200; każda piosenka zadebiutowała na liście Billboard Hot 100, a album był pierwszym, którego dziewięć piosenek znalazło się w pierwszej dziesiątce, a „Way 2 Sexy” stał się dziewiątym singlem Drake'a, który znalazł się na szcycie listy Hot 100. Album Certified Lover Boy (2021) został nominowany w kategorii Best Rap Album, a singiel „Way 2 Sexy” został nominowany w kategorii Best Rap Performance podczas 64. ceremonii wręczenia nagród Grammy. Później został ogłoszony przez magazyn Billboard Najlepszym Artystą Roku 2021 i był czwartym najczęściej odtwarzanym artystą na Spotify w tym roku oraz najczęściej odtwarzanym raperem. 6 grudnia wycofał swoją muzykę z rozważań do nagród Grammy w 2022 roku, a liczne media zwróciły uwagę na jego napięte relacje z Recording Academy. Drake zgromadził 8,6 miliarda strumieni na żądanie w 2021 roku, co czyni go najczęściej strumieniowanym artystą roku w Stanach Zjednoczonych; jeden na 131 strumieni był piosenką Drake'a.

### 2022–obecnie:Honestly, Nevermind,Her Loss,For All the Dogsi konflikt z Kendrick Lamarem
3 marca 2022 roku Drake zajął czwarte miejsce w rankingu Forbes najlepiej opłacanych raperów 2021 roku, z szacowanym dochodem przed opodatkowaniem 50 milionów dolarów. 16 kwietnia obliczono, że w 2021 roku Drake wygenerował więcej strumieni niż wszystkie utwory wydane przed 1980 rokiem razem wzięte; jego muzyka zgromadziła 7,91 miliarda strumieni, podczas gdy utwory sprzed 1980 roku wygenerowały 6,32 miliarda. Drake został następnie potwierdzony jako gościnny artysta w albumie Future'a I Never Liked You (2022); jeden z utworów z jego udziałem, „Wait for U”, zadebiutował na szczycie listy Billboard Hot 100, stając się dziesiątym utworem Drake'a, który znalazł się na pierwszym miejscu, a także dziesiątym artystą, który osiągnął dziesięć miejsc na pierwszym miejscu.
Na początku maja 2022 roku Drake ponownie podpisał kontrakt z Universal Music Group w ramach wieloaspektowej umowy, której wartość szacowano na 400 milionów dolarów. Stało się to jednym z największych kontraktów płytowych w historii. 16 czerwca Drake zapowiedział wydanie swojego siódmego albumu Honestly, Nevermind (2022), który ukazał się dzień później. Drake zapowiedział także trzecią odsłonę swojej serii EP Scary Hours. Honestly, Nevermind (2022) sprzedało się w nakładzie 204 000 egzemplarzy odpowiadających sprzedaży albumu w pierwszym tygodniu, stając się jedenastym albumem Drake'a, który znalazł się na pierwszym miejscu na listach przebojów w USA, a także piątym artystą z ponad dziesięcioma albumami na pierwszym miejscu, po Beatlesach (19), Jay-Z (14), Brusie Springsteenie (11) i Barbrze Streisand (11). Singiel „Jimmy Cooks” (z 21 Savage) stał się także jedenastą piosenką Drake’a, która znalazła się na pierwszym miejscu list przebojów w USA.
14 lipca 2022 roku ogłoszono, że Drake ponownie spotka się z Lil Wayne’em i Nicki Minaj podczas ekskluzywnej serii koncertów w Toronto, które odbyły się 28 lipca, 29 lipca i 1 sierpnia. Po debiucie „Staying Alive” na liście przebojów US Billboard Hot 100, utwór ten stał się trzydziestą piosenką Drake’a, która znalazła się w pierwszej piątce listy przebojów, bijąc tym samym 55-letni rekord grupy Beatlesów pod względem liczby piosenek, które znalazły się w pierwszej piątce listy przebojów (29). Drake po raz drugi z rzędu odmówił zgłoszenia swojej muzyki do rozpatrzenia w konkursie Grammy.
22 października 2022 roku Drake zapowiedział Her Loss (2022), wspólny album z 21 Savage, który miał ukazać się 28 października; następnie jego wydanie przesunięto na 4 listopada po tym, jak u wieloletniego producenta Drake'a, 40, zdiagnozowano COVID-19. Her Loss (2022) zadebiutował na szczycie listy Billboard 200, osiągając sprzedaż równą 404 000 egzemplarzy odpowiadających sprzedaży albumu w pierwszym tygodniu sprzedaży. Osiem piosenek z albumu zadebiutowało w pierwszej dziesiątce listy Billboard Hot 100, co pozwoliło Drake'owi na osiągnięcie rekordu największej liczby piosenek w pierwszej dziesiątce, wynoszącego 67 (w tym 49 jako wiodący artysta). 15 listopada Drake został nominowany do czterech nagród Grammy 2023, w tym do Albumu Roku za swój wkład w pisanie utworów na album Renaissance (2022) Beyoncé. W lutym 2023 roku Drake został nazwany najczęściej słuchanym artystą w historii Spotify.
23 lipca 2023 roku Drake zapowiedział wydanie swojego ósmego albumu studyjnego zatytułowanego For All the Dogs (2023), w zapowiedzi swojego tomiku poezji Titles Ruin Everything. 15 września Drake wydał główny singiel z albumu „Slime You Out” z gościnnym udziałem SZA. Utwór znalazł się na pierwszym miejscu listy przebojów Billboard Hot 100 w USA. 5 października Drake udostępnił na swoich kontach w mediach społecznościowych drugi singiel z albumu, „8AM in Charlotte”. 16 września Drake wydał album For All the Dogs (2023), który zadebiutował na szczycie listy Billboard 200. 8 marca 2024 roku Drake zremiksował „Act II: Date @ 8” z 4Batz za pośrednictwem OVO Sound.
22 marca 2024 roku Kendrick Lamar zdissował Drake'a i J. Cole'a w piosence Future'a i Metro Boomina „Like That”, co zapoczątkowało konflikt. W tym czasie pojawiły się również inne negatywne komentarze pod adresem Drake'a ze strony Future'a, A$AP Rocky'ego i The Weeknd. 19 kwietnia 2024 roku Drake wydał utwór „Push Ups” po tym, jak wczesne wersje wyciekły do sieci, jako odpowiedź na utwór, w którym zwrócił się również do Future'a i Ricka Rossa. Tego samego dnia wydał także utwór „Taylor Made Freestyle”. 30 kwietnia 2024 roku Lamar w odpowiedzi opublikował utwór zatytułowany „Euphoria”, a 3 maja 2024 roku wyłącznie na Instagramie opublikował utwór „6:16 in LA”. Tego samego dnia Drake w odpowiedzi udostępnił wyłącznie na YouTube utwór „Family Matters”. Lamar w odpowiedzi wydał „Meet the Grahams” 20 minut później, a następnego dnia wydał „Not Like Us”. 5 maja Drake wydał „The Heart Part 6”, nawiązując do nazwy utworu Lamara z 2022 roku „The Heart Part 5”.
W czerwcu 2024 roku Drake pojawił się w drugiej zwrotce utworu „Wah Gwan Delilah” gwiazdy mediów społecznościowych Snowd4y, parodii inspirowanej hitem zespołu Plain White T z 2006 roku „Hey There Delilah”. 2 sierpnia 2024 roku Drake pojawił się jako niezapowiedziany gość na przystanku trasy koncertowej PartyNextDoor w Toronto. Po swoim występie, składającym się wyłącznie z piosenek R&B, ogłosił wspólny album z Party: „W imieniu swoim i Party, pracowaliśmy nad czymś dla was wszystkich. Więc, macie już za sobą lato, róbcie to, co musicie. Wiem, że wszystkie dziewczyny jesteście na zewnątrz. Kiedy zrobi się trochę chłodniej, album PartyNextDoor i Drake'a będzie na was czekać”. 4 sierpnia na stronie OVO Sound na Instagramie pojawiła się zapowiedź nazwy albumu – Hometown Love. 6 sierpnia OVO Sound opublikowało link do strony internetowej z trzema nowymi utworami Drake’a, wszystkie będące częścią szóstego EP 100 Gigs (2024): „It's Up” z udziałem 21 Savage, „Blue Green Red” i „Housekeeping Knows” (z udziałem Latto).

### 2025–obecnie:Some Sexy Songs 4 U
3 stycznia 2025 roku producent Conductor Williams opublikował na swoim kanale YouTube freestyle Drake'a zatytułowany „Fighting Irish”, ale szybko go usunął. Utwór zinterpretowano jako diss na LeBrona Jamesa, a tytuł prawdopodobnie nawiązywał do maskotki jego szkoły średniej. 3 lutego Drake zapowiedział Some Sexy Songs 4 U, wspólny album z PartyNextDoor, który ukazał się 14 lutego 2025 roku. Album $ome $exy $ongs 4 U zadebiutował następnie na pierwszym miejscu listy Billboard 200, wypierając GNX (2024) Kendricka Lamara i zrównując się z rekordem Billboard'u, Jayem-Z i Taylor Swift, pod względem liczby albumów numer jeden solowego artysty. 16 lutego ogłoszono, że Drake będzie pierwszym artystą w historii, który będzie gwiazdą wszystkich trzech dni festiwalu Wireless Festival 2025. Drake został najszybszym artystą w historii festiwalu, który wyprzedał wszystkie bilety w ciągu kilku minut. Drake został ogłoszony gospodarzem meczów Mistrzostw Świata FIFA 2026 w Toronto, a także ich wykonawcą muzycznym.

## Styl i wpływy muzyczne

### Wpływy
Drake wymienił kilku artystów hip-hopowych, którzy mieli wpływ na jego styl rapowania, w tym Kanye Westa, Jaya-Z, MF Dooma, i Lil Wayne'a, a także przypisał różnym artystom R&B wpływ na włączenie tego gatunku do swojej muzyki, w tym Aaliyah i Usherowi. Drake przyznał również, że na jego styl z domieszką karaibskich brzmień wpłynęło wielu artystów dancehallu, w tym Vybz Kartel, którego nazwał jedną ze swoich „największych inspiracji”.

### Styl muzyczny
Drake'a uważa się za artystę pop-rapowego. Choć wcześniejsza twórczość Drake'a obejmowała głównie hip-hop i R&B, od czasu albumów Nothing Was the Same (2013) i Views (2016) jego twórczość zaczęła nawiązywać do popu i trapu. Ponadto w jego muzyce można dostrzec wpływy scen regionalnych, w tym jamajskiego dancehallu i brytyjskiego drillu. Drake znany jest ze swoich egotycznych tekstów, umiejętności technicznych i integrowania osobistej historii w relacjach z kobietami. Jego zdolności wokalne chwalono za słyszalny kontrast między typowymi rytmami hip-hopowymi i melodią, z niekiedy agresywnym rapem w połączeniu z delikatniejszymi akcentami, przekazywanymi w technicznej liryce.
W jego piosenkach często można usłyszeć zmiany w wymowie tekstu, co jest zgodne z jego wychowaniem w Toronto oraz związkami z krajami Karaibów i Bliskiego Wschodu, co obejmuje takie zwroty jak „ting”, „touching road”, „talkin' boasy” i „gwanin' wassy”. Większość jego piosenek zawiera elementy R&B i kanadyjskiego hip-hopu, a rap łączy ze śpiewem. Uważa, że to jego ojciec wprowadził śpiew do swoich rapowych mixtape'ów, które stały się podstawą jego muzycznego repertuaru. Jego włączenie melodii do technicznie skomplikowanych tekstów spotkało się ze wsparciem Lil Wayne'a i stało się kluczowym elementem singli i albumów Drake'a. Styl R&B Drake’a charakteryzuje się pustymi rytmami oraz dychotomią rapu i śpiewu, co również odniosło niesamowity sukces w głównym nurcie, dając początek wielu naśladowcom.
Treść tekstów piosenek Drake'a jest zazwyczaj uznawana za emocjonalną lub przechwałkową. Jednakże Drake'a często chwali się za włączanie „poniżających” tematów pieniędzy, zażywania narkotyków i kobiet do nowych, wyidealizowanych kontekstów, często osiągając to poprzez poszerzanie typowego znaczenia fraz i łączenie perspektywy obiektywnej i subiektywnej w jednej formie wokalnej. W jego utworach często utrzymuje się napięcie między „pauzą i tempem, barwą dźwięku oraz głośnością i fermatą wokalną”. Drake’owi przypisuje się innowacyjność tego, co określa się mianem „hiper-reality rap”, charakteryzującego się skupieniem na tematach celebrytów jako odrębnych od „prawdziwego świata”.

## Wizerunek publiczny

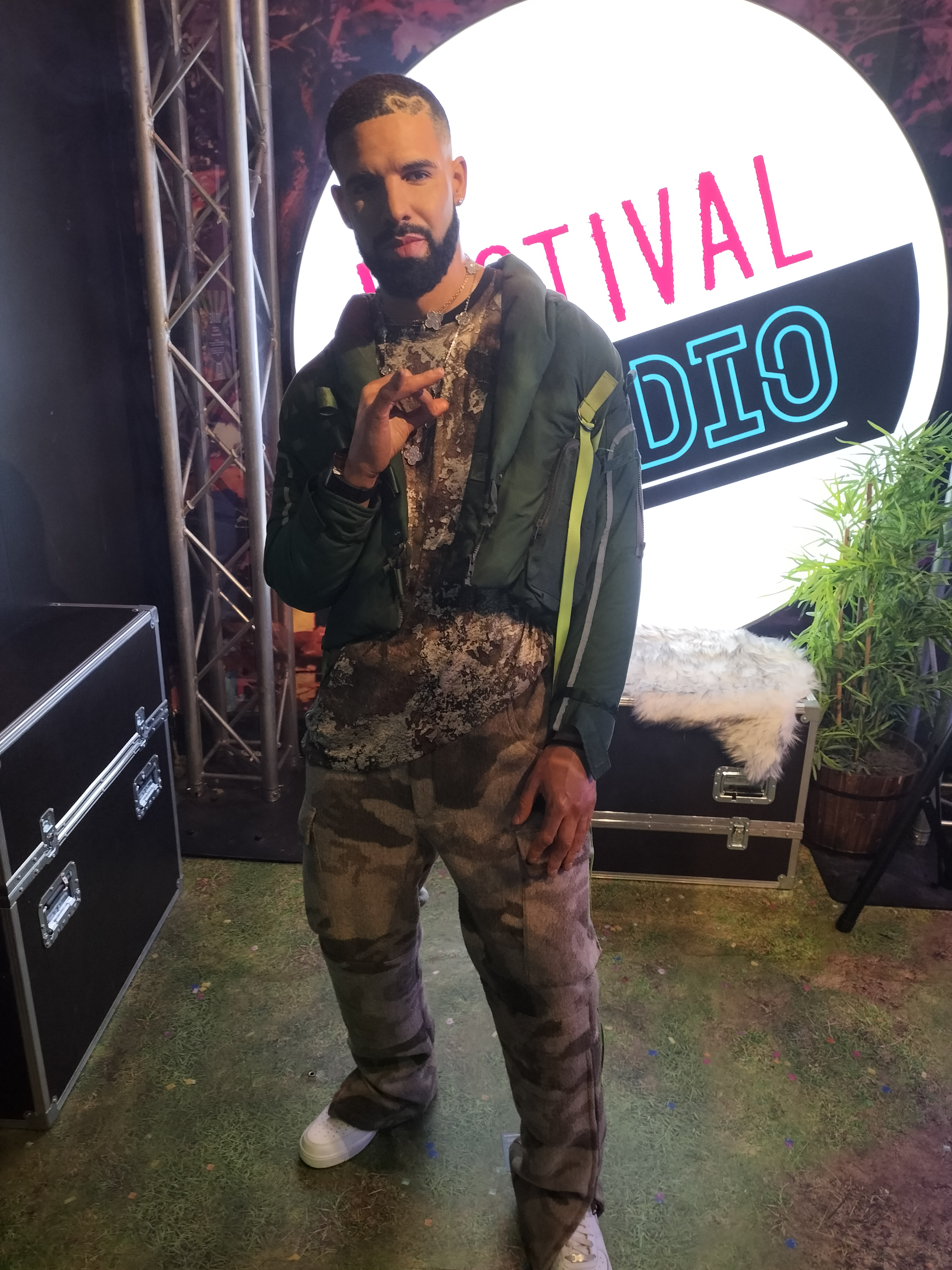
Woskowa figura Drake'a w muzeum figur woskowych Madame Tussauds.

Tematyka tekstów Drake’a, która często dotyczy relacji międzyludzkich, jest szeroko wykorzystywana w mediach społecznościowych w podpisach pod zdjęciami, odnoszących się do emocji lub sytuacji osobistych. Jednak treść ta spotkała się z mieszanym przyjęciem ze strony fanów i krytyków. Niektórzy uznali go za wrażliwego i nieszczerego, co uważano za sprzeczne z tradycyjną kulturą hip-hopową. Znany jest również ze swojego wystawnego i ekstrawaganckiego stylu życia, obejmującego m.in. ekskluzywne przyjęcia urodzinowe o tematyce związanej z modą; utrzymywał ten wizerunek na początku swojej kariery, wynajmując Rolls-Royce'a Phantom, którego ostatecznie otrzymał w prezencie w 2021 roku. Zdobył reputację odnoszącego sukcesy hazardzisty; w okresie od grudnia 2021 roku do lutego 2022 roku postawił zakłady na kwotę ponad 1 miliarda dolarów, co obejmowało wygrane wynoszące od 354 000 do 7 milionów dolarów, jednak niektóre z promowanych przez niego form hazardu, takie jak ruletka, mają ujemne wartości oczekiwane.
Maura Judkis, redaktorka Washington Post, przyznaje, że Drake spopularyzował frazę „YOLO” w Stanach Zjednoczonych dzięki swojemu singlowi „The Motto”, co oznacza „Żyje się tylko raz” (z ang. „You only live once”). W 2015 roku Drake spopularyzował termin „The Six” w odniesieniu do swojego rodzinnego miasta Toronto, stając się tym samym punktem odniesienia dla tego miasta. Dzień 10 czerwca został ogłoszony „Dniem Drake’a” w Houston. W 2016 roku Drake odwiedził Drake University po występie w Des Moines w odpowiedzi na szeroko zakrojoną kampanię w mediach społecznościowych prowadzoną przez studentów, która rozpoczęła się w 2009 roku i nawoływała do jego pojawienia się. Według raportu Confused.com dom Drake’a w Toronto był jednym z najczęściej wyszukiwanych w Google domów na świecie – w 2021 roku odnotowano ponad milion wyszukiwań rocznie; jego wyposażenie, takie jak kryte boisko do koszykówki wielkości boiska NBA i toaleta Kohler Numi, również przyciągnęło uwagę mediów.
Teledysk do utworu „Hotline Bling” stał się popularny w Internecie dzięki ekscentrycznym ruchom tanecznym Drake’a. Teledysk był remiksowany, publikowano na nim memy i był szeroko komentowany ze względu na niekonwencjonalny charakter piosenki, co przyczyniło się do jego popularności na YouTube i powstania kilku parodii. Drake'a krytykowano również za jego drogie stroje, w których dominował product placement, czego przykładem jest teledysk do „Hotline Bling”. Drake wystąpił w kurtce puchowej Moncler za 1500 dolarów, golfie Acne Studios za 400 dolarów i limitowanej edycji butów Timberland 6" Classic. Magazyn GQ określił go mianem „[jednego z] najbardziej stylowych mężczyzn na świecie”; podczas promocji Certified Lover Boy (2021) Drake zadebiutował „fryzurą w kształcie serca”, która stała się popularna i szeroko naśladowana. Pisząc dla GQ, Anish Patel zauważył, że Drake konsekwentnie włącza style i motywy, które nie są zwykle kojarzone z hip-hopem, takie jak noszenie gorpcore w teledysku do piosenki „Sticky”. Od 2016 roku Drake jest znany z rzekomej „klątwy Drake'a”, internetowego mema opartego na incydentach, w których wydaje się wspierać konkretną drużynę sportową lub osobę, tylko po to, aby ta drużyna lub osoba przegrała, często wbrew przeciwnościom losu.
W 2016 roku Drake odniósł się do zabójstwa Altona Sterlinga i opublikował otwarty list, w którym wyraził obawy dotyczące bezpieczeństwa mniejszości etnicznych w obliczu brutalności policji w Stanach Zjednoczonych. W 2021 roku Drake dołączył do grupy kanadyjskich muzyków, którzy współpracują z Songwriters Association of Canada (SAC) i zabiegał o to, aby premier Justin Trudeau zrestrukturyzował krajowe prawo autorskie, aby umożliwić artystom i ich rodzinom odzyskanie praw autorskich za ich życia. Prowadził również kampanię na rzecz rozszerzenia franczyzy Narodowej Ligi Koszykówki Kobiet (WNBA) w Toronto i był gwiazdą koncertu charytatywnego w Los Angeles Memorial Coliseum z Kanye Westem 9 grudnia 2021 roku, aby uzyskać ułaskawienie dla Larry'ego Hoovera, chociaż jego solowy występ został później usunięty z powtórki Prime Video. Z okazji świąt Bożego Narodzenia w 2021 roku Drake rozdał pieniądze osobom prywatnym w Toronto. W październiku 2023 roku podpisał list wzywający do zawieszenia broni w wojnie Izraela z Hamasem.

## Wpływ
Drake jest wybitną postacią w kulturze popularnej, często uważany za jedną z najbardziej wpływowych postaci hip-hopu; w szczególności zauważa się, że jego śpiewanie do hiphopowych utworów instrumentalnych wywarło wpływ na współczesnych raperów. Przypisuje mu się spopularyzowanie brzmienia Toronto w przemyśle muzycznym oraz przewodzenie „kanadyjskiej inwazji”, nawiązującej do brytyjskiej inwazji z lat 60. na amerykańskie listy przebojów — obok takich artystów jak Justin Bieber i The Weeknd. W 2022 roku aplikacja Shazam do rozpoznawania utworów muzycznych ujawniła, że Drake jest najczęściej wyszukiwanym artystą przez użytkowników. Muzyka z udziałem Drake'a zebrała 350 milionów rozpoznań, a sam jego singiel „One Dance” z 2016 roku zebrał 17 milionów rozpoznań. W 2018 roku artykuły w The Guardian i Rolling Stone nazwały go odpowiednio „definitywną gwiazdą popu swojego pokolenia” i „być może największą gwiazdą popu nowego tysiąclecia po Justinie Timberlake’u”.
The Insider nazwał Drake’a artystą dekady (lata 2010–2019). Jeśli chodzi o ogólny pogląd, że Drake wprowadził śpiew do głównego nurtu hip-hopu, publikacja stwierdziła, że w szczytowym okresie popularności Auto-Tune w hip-hopie pod koniec lat 2000. „Praktycznie nie było artystów, którzy byliby jednocześnie prawowitymi raperami i prawowitymi piosenkarzami, którzy dostarczaliby aksamitnie gładkie hybrydowe wokale pop/R&B, które mogłyby istnieć niezależnie od jego piosenek hip-hopowych”. Komentując Take Care (2011) Drake'a, Elias Leight z Rolling Stone zauważył w 2020 roku, że „teraz prawie każdy piosenkarz rapuje, a prawie każdy raper śpiewa”, ponieważ wielu artystów „pożyczyło lub skopiowało szablon [albumu], że śmiałość oryginału jest łatwo zapomniana”, według autora.
Aaron Williams z Uproxx dodał do współczesnych trendów, którym towarzyszył Drake, „rozpoczęcie mody na smutnych raperów u boku Kid Cudiego” oraz „pomoc w odnowieniu zainteresowania brytyjskim grime’em i karaibskim dancehallem w Stanach Zjednoczonych ze Skeptą, PartyNextDoor i Rihanną”. BBC Radio 1Xtra argumentowało, że jego współtworzenie pomogło wypromować brytyjską scenę hiphopową na szerszym rynku międzynarodowym, podobnie jak miało to miejsce w przypadku sceny muzycznej w Toronto. Według CBS Music w 2019 roku Drake stał się inspiracją dla „nowej fali” artystów pochodzących z jego rodzinnego miasta. Lucas Shaw, pisząc dla Bloomberga, skomentował, że popularność Drake’a wpłynęła na promocję muzyki, a Certified Lover Boy (2021) osiągnął duży sukces komercyjny pomimo stosunkowo niewielu ortodoksyjnych technik marketingowych, stwierdzając, że „fani konsumują [muzykę] Drake’a w sposób, który różni się od innych”. Zauważył również, że album jest nowatorski pod względem konsumpcji, gdyż każda piosenka ma stosunkowo równoważne strumienie, w przeciwieństwie do dominującego singla/singli. Justin Charity z The Ringer zauważył, że charakterystyczna dla Drake’a cecha polegająca na „nieśmiałych” wykonaniach piosenek w celu uzyskania „naturalnego i improwizowanego” efektu stała się „oczywistym punktem odniesienia dla [późniejszych] męskich wokalistów R&B”. Charity napisała dalej, że sukces Drake’a w tym gatunku jest „tak gruntowny, że niemal niemożliwe jest słuchanie niektórych roczników R&B bez słuchania Drake’a”.
Od 2022 roku muzyka Drake’a została uznana za kanon akademicki przez Toronto Metropolitan University, gdzie zaczęto prowadzić zajęcia zatytułowane „Deconstructing Drake and the Weeknd”, a muzyka duetu była wykorzystywana do eksploracji tematów związanych z kanadyjskim przemysłem muzycznym, rasą, klasą społeczną, marketingiem i globalizacją. Wraz z premierą siódmego albumu Honestly, Nevermind (2022) w ramach miesiąca dumy LGBT, Mark Savage z BBC napisał, że eksploracja muzyki house przez Drake’a, gatunku o wyraźnych korzeniach w przestrzeniach czarnoskórych i queer, pomoże „zbudować pomost do tych [początkowych] subkultur” dla młodszych słuchaczy muzyki.

## Osiągnięcia
Drake jest najlepiej certyfikowanym artystą w kategorii singli cyfrowych w Stanach Zjednoczonych, sprzedał 142 miliony egzemplarzy na podstawie łącznej sprzedaży i transmisji strumieniowych na żądanie. Jego najwyżej ocenionym singlem jest „God's Plan” (15× platynowa płyta), a zaraz za nim plasują się „Hotline Bling” i „One Dance”, które uzyskały status diamentowej płyty. Drake był najczęściej słuchanym artystą na Spotify w latach 2010.
Drake jest rekordzistą listy przebojów Billboard Hot 100; ma najwięcej piosenek notowanych na listach przebojów spośród wszystkich artystów (338), najwięcej singli w pierwszej dziesiątce (78), najwięcej debiutów w pierwszej dziesiątce (62), najwięcej singli w pierwszej dziesiątce w roku kalendarzowym (13), najwięcej łącznie tygodni w pierwszej dziesiątce (387), najwięcej piosenek, które osiągnęły drugie miejsce (10) (11, wliczając jego występ jako członka Young Money w „BedRock”) i najwięcej kolejnych tygodni spędzonych na liście (431 tygodni). Zgromadził 13 piosenek, które znalazły się na pierwszym miejscu list przebojów (wliczając w to jego niewymieniony w czołówce utwór „Sicko Mode”), co jest rekordem wśród raperów. W 2021 roku Drake został drugim artystą, któremu w ciągu jednego tygodnia udało się zająć wszystkie miejsca w pierwszej piątce listy przebojów Hot 100; wcześniej w 1964 roku byli to Beatlesi. Ma także najwięcej singli, które znalazły się na pierwszym miejscu list przebojów Hot Rap Songs (23), Hot R&B/Hip-Hop Songs (23), i Hot R&B/Hip-Hop Airplay. Jest także jedynym artystą, którego dwa albumy spędziły na liście Billboard 200 po 400 tygodni.
Do stycznia 2024 roku Drake zdobył pięć nagrody Grammy z 55 nominacji. Zdobył również rekordowe 29 nagród Billboard Music Awards. W 2017 pobił rekord Adele w liczbie zwycięstw na Billboard Music Awards w ciągu jednej nocy, zdobywając 13 nagród z 22 nominacji. Został nazwany Artystą Dekady na Billboard Music Awards 2021 Redaktor Billboard Ernest Baker stwierdził, że „Drake'owi udało się rządzić hip-hopem w 2014 roku”, dodając, że „najlepszy raper w 2014 roku nie potrzebował nowego albumu ani przeboju, aby udowodnić swoją dominację”. Od 2015 do 2017 roku Drake plasował się w pierwszej piątce listy Billboard Year-End dla najlepszych artystów, zanim w 2018 roku znalazł się na jej szczycie. W latach 2016 i 2018 otrzymał tytuł Global Recording Artist przyznany przez International Federation of the Phonographic Industry (IFPA).
Pitchfork uznał Nothing Was the Same (2013) za 41. najlepszy album dekady „jak dotąd” — w latach 2010–2014, a od 2010 roku umieścił Drake'a na piątym miejscu na liście „10 najlepszych artystów muzycznych” tego czasopisma. Album Take Care (2011) znalazła się na 95. miejscu na liście 500 najlepszych albumów wszech czasów magazynu Rolling (2020). Magazyn Complex umieścił go na liście „Najlepszy żyjący raper każdego roku od 1979 roku”, przyznając Drake’owi to wyróżnienie w latach 2011, 2012 i 2015.

## Inne przedsięwzięcia

### Umowy sponsorskie
Zanim rozpoczął działalność biznesową, Drake podpisał kilka umów sponsorskich z różnymi firmami, w tym umowę ze Sprite, po tym jak wspomniał o piciu fioletowego napoju którego głównym składnikiem jest Sprite. Po jego szeroko nagłośnionym konflikcie z Meek Millem, Drake’a poparły także restauracje typu fast food Burger King, White Castle i Whataburger. Magazyn biznesowy Forbes skomentował, że jego umowy sponsorskie i partnerstwa biznesowe „w dużym stopniu się połączyły” w wyniku czego Drake zarobił przed opodatkowaniem 94 dolary milionów dolarów w latach 2016–2017, co czyni ją jedną z najlepiej opłacanych gwiazd w tym okresie. Drake otrzymuje od firmy hazardowej Stake.com wsparcie w wysokości 100 milionów dolarów rocznie jako ambasador kasyna online. Partnerstwo ze Stake.com doprowadziło do powstania „Efektu Drake’a”, który zwiększył rozpoznawalność firmy. Drake często zamieszczał posty na temat swoich zakładów na platformie Stake i tworzył treści związane z grą w ruletkę na tej platformie. W styczniu 2022 roku Drake ogłosił, że Stake zostanie dwuletnim sponsorem tytularnym zespołu wyścigowego Formuły 1 (F1) Sauber, którego umowa rozpocznie się w 2024 roku.

Logo wytwórni muzycznej Drake'a – OVO Sound

### OVO Sound
Podczas komponowania płyty Nothing Was the Same (2013) Drake pod koniec 2012 roku założył własną wytwórnię płytową z producentem Noahem „40” Shebibem i partnerem biznesowym Oliverem El-Khatibem. Drake szukał sposobu na wydawanie własnej muzyki, a także pomagał w rozwoju innych artystów, podczas gdy Shebib i El-Khatib pragnęli założyć wytwórnię o odrębnym brzmieniu, co skłoniło trio do połączenia sił w celu utworzenia OVO Sound. Nazwa jest skrótem pochodzącym od pseudonimu October's Very Own, pod którym Drake publikował swoje wcześniejsze projekty. Obecnie wytwórnią dystrybuującą jest Warner Records.
Pierwszymi artystami wytwórni byli 40, Drake i PartyNextDoor. Wytwórnia zatrudnia takich artystów jak Drake, PartyNextDoor, Majid Jordan, Roy Woods i dvsn, a także producentów, m.in. 40, Boi-1da, Nineteen85 i Future the Prince.

### Toronto Raptors
30 września 2013 roku na konferencji prasowej z dyrektorem generalnym Maple Leaf Sports and Entertainment Timem Leiweke Drake został ogłoszony nowym „globalnym ambasadorem” Toronto Raptors i dołączył do komitetu wykonawczego ligi NBA. Ogłoszono to równocześnie z przyznaniem stadionowi Air Canada Centre w Toronto organizacji Meczu Gwiazd NBA 2016. Ogłoszono, że Drake będzie pomagał w promocji oraz organizacji uroczystości, począwszy od Meczu Gwiazd. Miał również świadczyć usługi konsultingowe w zakresie zmiany wizerunku drużyny, pomagając w przeprojektowaniu jej wizerunku i linii odzieży na pamiątkę 20. rocznicy istnienia franczyzy. Współpracował także z drużyną Raptors przy projektowaniu koszulek, T-shirtów i dresów na treningi przedmeczowe, a od 2013 roku zaczął organizować coroczny segment „Drake Night” z tą organizacją.

### Rozrywka

#### Apple Music
Po uruchomieniu Apple Music, usługi strumieniowego przesyłania muzyki i wideo opracowanej przez Apple Inc., firma ogłosiła Drake'a na swojej konferencji Worldwide Developers Conference w 2015 roku jako twarz platformy, a artysta podpisał również umowę na wyłączność z usługą o wartości 19 milionów dolarów. Dzięki temu wszystkie przyszłe solowe wydawnictwa Drake’a stały się najpierw dostępne w serwisie Apple Music, a następnie w innych serwisach streamingowych i u sprzedawców detalicznych muzyki. Drake stworzył również stację radiową OVO Sound Radio na Beats 1, która jest wykorzystywana jako główna droga do debiutanckich singli i projektów. W momencie debiutu More Life (2017) stacja miała ponad 300 milionów unikalnych użytkowników. Partnerstwo Drake’a z Apple Music w dużej mierze przyczyniło się do ogromnego sukcesu platformy, która po sześciu miesiącach zyskała 10 milionów subskrybentów, a także umożliwiła artystom uzyskanie wyłączności, przy czym wielu niezależnych i podpisanych kontraktów artystów, takich jak Frank Ocean i The Weeknd, również pośredniczyło w umowach o wyłączności z serwisami streamingowymi. Dzięki podpisaniu umowy z firmą Drake stał się jednym z artystów, obok Pharrella i Katy Perry, którzy stali się wyłącznymi właścicielami zegarka Apple Watch, zanim smartwatch ten trafił na rynek.

#### DreamCrew i inwestycje
W 2017 roku Drake i Adel „Future” Nur wspólnie założyli firmę produkcyjną DreamCrew, w której zajmowali się zarówno zarządzaniem, jak i rozrywką. Firma wyprodukowała seriale telewizyjne Euforia i Top Boy. Ich debiutanckim filmem był dokument sportowy The Carter Effect, szczegółowo opisujący wpływ Vince'a Cartera na Kanadę. 5 sierpnia 2022 roku Drake znalazł się wśród nominowanych do nagrody Primetime Emmy w kategorii Outstanding Drama Series za rolę producenta w Euforia.
W lipcu 2021 roku ogłoszono, że Drake zostanie producentem wykonawczym, obok LeBrona Jamesa i Mavericka Cartera, filmu dokumentalnego Black Ice przedstawiającego doświadczenia czarnoskórych i należących do mniejszości etnicznych profesjonalnych i amatorskich hokeistów na lodzie. W 2021 roku DreamCrew rozpoczęło również produkcję nieskryptowanego serialu survivalowego Chillin' Island, który został wyemitowany na HBO. W czerwcu 2021 roku Live Nation potwierdziło długotrwałą współpracę z Drakiem w celu otwarcia History, obiektu o pojemności 2500 osób, w którym odbywają się imprezy na żywo i inne wydarzenia w Toronto. Był rozwijany przez ponad trzy lata i znajduje się w The Beaches. Pomagał także w zaprojektowaniu wnętrza obiektu, które obejmuje ekrany LED, dźwiękoszczelność, pokoje szybkiej zmiany ubrań i konfigurowalne schody. W listopadzie 2022 roku DreamCrew zainwestowało prawie 100 milionów dolarów w reaktywację muzeum na świeżym powietrzu i parku rozrywki Luna Luna; pierwotnie wystawiane w Hamburgu, ma wyruszyć w trasę koncertową po całym świecie, a Drake stwierdził: „[Luna Luna] to tak wyjątkowy i szczególny sposób na doświadczenie sztuki. To wielka idea i szansa, która koncentruje się wokół tego, co kochamy najbardziej: łączenia ludzi”.
Drake podpisał umowę jako inwestor i współpracownik startupu Aspiration z siedzibą w Los Angeles, zajmującego się zrównoważonym rozwojem i usługami finansowymi; będzie również korzystał z usług korporacyjnych firmy w celu monitorowania i zapewniania osobistej neutralności węglowej. Inwestował również w robo-doradcę Wealthsimple, „platformę handlu wideo na żywo” NTWRK, dostawcę marihuany Bullrider i kilka przedsięwzięć związanych ze sportem, w tym internetową platformę zakładów e-sportowych Players' Lounge, firmę technologiczną zajmującą się sportem StatusPro i internetową sieć sportową Overtime. W analizie Brennana Doherty'ego dla Toronto Star, inwestycje Drake'a „noszą wszystkie znamiona” typowe dla muzyków, czyli często są inwestycjami opartymi na dynamice. Doherty zacytował Jasona Pereirę, który opisał transakcje biznesowe Drake'a jako typowe inwestycje typu „aniołowie biznesu” i fundusze kapitału prywatnego (często kapitału podwyższonego ryzyka). Pereira zauważył również, że „wykorzystuje swoją markę osobistą do generowania gotówki”. 30 sierpnia 2022 roku pojawiła się informacja, że Drake i LeBron James, będący częścią funduszu inwestycyjnego Main Street Advisors, nawiążą współpracę z amerykańską grupą private equity RedBird Capital i Yankee Global Enterprises w celu zakupu włoskiego klubu piłkarskiego AC Milan za kwotę szacowaną na 1,2 miliarda dolarów. Jako mniejszościowy udziałowiec klubu należy do grupy inwestorów posiadających 0,07% udziałów. Drake zainwestował również w firmę MoonPay, zajmującą się rozwiązaniami płatniczymi w zakresie kryptowalut i NFT.

#### 100 Thieves
W 2018 roku Drake nabył udziały w organizacji gamingowej 100 Thieves, dołączając do niej jako współzałożyciel i współwłaściciel. Inwestycję częściowo sfinansowali dyrektor muzyczny Scooter Braun i właściciel Cleveland Cavaliers Dan Gilbert.

### Kuchnia
Dwa miesiące przed premierą albumu Views (2016) Drake ogłosił, że zamierza stworzyć Virginia Black, bourbon whiskey. Było to jego drugie podejście do sprzedaży artykułów spożywczych. Wcześniej współpracował ze znaną szefową kuchni Susur Lee przy otwieraniu Fring's Restaurant i z Antonio Parkiem przy otwieraniu baru sportowego Pick 6ix – oba w Toronto, które ostatecznie zamknięto. Virginia Black została stworzona i dystrybuowana przez Proximo Spirits i Brenta Hockinga, producenta napojów spirytusowych, który w 2008 roku założył firmę DeLeón Tequila. Firma opisała partnerstwo jako „owocne [ponieważ] dzielą pasję do stylu, muzyki i dążenia do smaku [w] dążeniu do ponownego zdefiniowania whisky”. W 2021 roku, korzystając z ocen skompilowanych przez Vivino i bezpłatną stronę internetową Distiller, Virginia Black została sklasyfikowana jako najgorszy pod względem jakości i ceny trunek dla celebrytów.
Produkt wprowadzono na rynek w czerwcu 2016 roku i zawierał dwu, trzy i czteroletnie whisky Bourbon. W pierwszym tygodniu firma sprzedała na rynku krajowym ponad 4000 butelek. Markę promowano i sprzedawano również za pośrednictwem muzyki Drake'a i różnych tras koncertowych, np. jako część dodatkowego pakietu „Virginia Black VIP Lounge”, dostępnego do kupienia podczas trasy koncertowej Summer Sixteen Tour. Pod koniec 2016 roku, gdy rozszerzono wprowadzanie produktu na wybrane rynki międzynarodowe, sprzedano kolejne 30 000 egzemplarzy modelu Virginia Black. Później firma wyemitowała reklamy z ojcem Drake’a, Dennisem Grahamem, w których wykorzystano parodię sloganu „Najprawdziwszy facet na świecie” (nawiązując do sloganu „Najbardziej interesujący mężczyzna na świecie” stosowanego przez Dos Equis) po rozszerzeniu sprzedaży napoju na Europę w 2017 roku. W 2019 roku Drake rozpoczął współpracę z Hocking przy Mod Sélection, luksusowej linii szampanów, a w maju 2021 roku wziął udział w rundzie finansowania inwestycyjnego serii B o wartości 40 milionów dolarów, prowadzonej przez D1 Capital Partners w Daring Foods Inc., korporacji zajmującej się analogami mięsa wegańskiego. We wrześniu 2021 roku kupił mniejszościowy udział w kalifornijskiej sieci restauracji Dave's Hot Chicken i zorganizował promocję 24 października 2022 roku, aby rozdać darmowego kurczaka mieszkańcom Toronto z okazji swoich 36. urodzin.

### Moda
W grudniu 2013 roku Drake ogłosił, że podpisuje kontrakt z Nike i Air Jordan, mówiąc: „dorastając, jestem pewien, że wszyscy byliśmy idolami Michaela Jordana. Oficjalnie zostałem przyjęty do rodziny Team Jordan”. Drake wydał również własną kolekcję Air Jordanów, nazwaną „Air Jordan OVO”. Przewidywało to współpracę między OVO i Canada Goose, w ramach której produkowano różne elementy odzieży. W 2020 roku A Bathing Ape ogłosił współpracę z Drakiem, w ramach której wypuścił kolekcję ubrań OVO x BAPE, a także nawiązał współpracę z producentem świec Revolve w celu stworzenia „Better World Fragrance”, linii zapachowych świec.
W grudniu 2020 roku Drake ogłosił markę Nocta stworzoną wraz z Nike. W komunikacie prasowym Drake powiedział: „Zawsze czułem, że Nike ma szansę przyjąć artystę w taki sam sposób, jak [jak] sportowców” — napisał — „bycie kojarzonym z najwyższym możliwym poziomem zawsze było moim celem”. Nazwa linii odzieżowej pochodzi od „nocnego procesu twórczego” Drake’a, który Nike opisał jako „kolekcję dla kolektywu”, a magazyn GQ określił ją jako „awangardową, inspirowaną minimalizmem odzież sportową”. Na jednym z elementów garderoby widnieje wizerunek muz Drake’a, Elizabeth i Victorii Lejonhjärta, wraz z wierszem. Po wyprzedaniu się pierwszej kolekcji w lutym 2021 roku wydano kolejną, w której znalazły się koszulki, regulowane czapki, kamizelka robocza i lekka kurtka. W lipcu 2021 roku OVO wypuściło „Weekender Collection”, w skład której wchodzi linia bluz z kapturem, welurowych dresów, koszulek, szortów i akcesoriów dla kobiet. W grudniu OVO wypuściło „Zimową kolekcję przetrwania”, w której znalazły się kurtki puchowe, kamizelki i parki wykonane z puchu o sprężystości 700 fill oraz pierza z certyfikatem Oeko-Tex. Następnie wydali limitowaną kolekcję inspirowaną Parkiem Jurajskim oraz współpracę z firmą Suicoke w zakresie obuwia halowego, a także kapsułową kolekcję stworzoną we współpracy z magazynem Playboy.
W lipcu 2022 roku wydano kolekcję kapsułową inspirowaną i stworzoną we współpracy z Mikiem Tysonem, zawierającą zarówno kurtki typu blouson, jak i czapki. W związku z 12-letnią umową sponsorską Spotify o wartości 540 milionów dolarów z hiszapańskim klubem piłkarskim FC Barcelona, klub założył specjalną edycję koszulek OVO z rozpoznawalnym logo sowy podczas meczu El Clásico z Realem Madryt 16 października 2022 roku. Następnie OVO nawiązało współpracę z byłym profesjonalnym hokeistą Tie Domi i sprzedawcą detalicznym odzieży Roots Canada, aby 28 października wydać kolekcję kapsułową, pasującą do numeru koszulki Domiego dla New York Rangers i Toronto Maple Leafs; w listopadzie wydano kolekcję kapsułową we współpracy z Maple Leafs.

## Życie prywatne

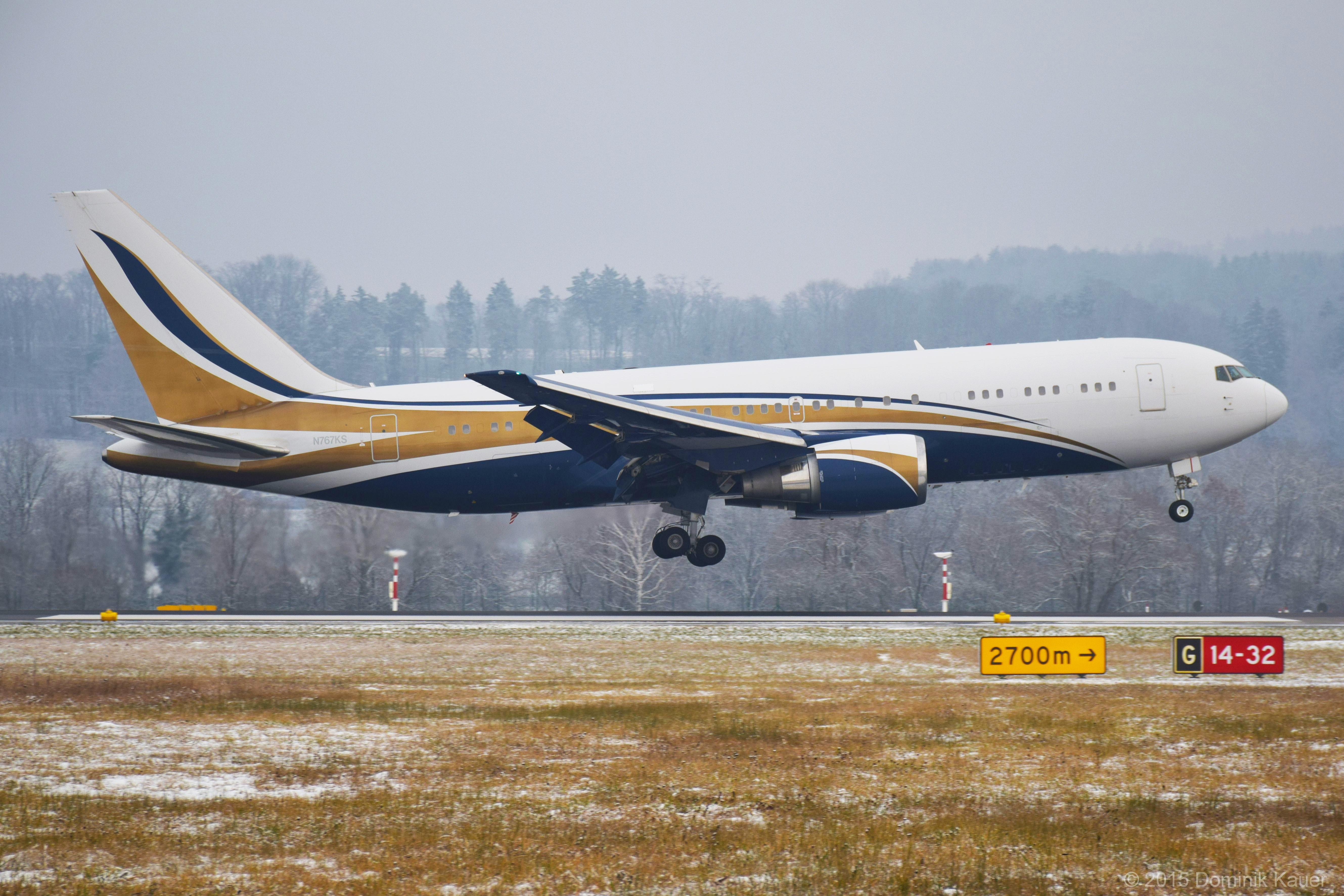
Samolot Boeing 767-200 podobny do tego, który Drake nabył w 2020 roku

### Zdrowie i rezydencje
Drake mieszka w Toronto w Ontario, w posiadłości o powierzchni 35 000 stóp kwadratowych i wartości 100 milionów dolarów zwanej „Ambasadą”, która została zbudowana od podstaw w 2017 roku i którą można zobaczyć w teledysku do jego piosenki „Toosie Slide”. W latach 2012–2022 był właścicielem domu w Hidden Hills w Kalifornii, nazywanego „YOLO Estate”, a w 2022 roku kupił od Robbiego Williamsa dom w Beverly Crest za 70 milionów dolarów. Jest właścicielem apartamentu położonego tuż przy CN Tower. Jest również właścicielem Boeinga 767, a w 2021 roku wynajął wielofunkcyjną nieruchomość w Beverly Hills za 65 milionów dolarów.
Drake ma wiele tatuaży, z których część symbolizuje osobiste osiągnięcia, na przykład Jack-o’-lantern, „October Lejonhjärta” (ze szw. Październikowe Lwie Serce), sowy i kontrowersyjny Abbey Road (1969) zainspirowały go do przedstawienia siebie i Beatlesów. Posiada portrety Lil Wayne'a, Sade, Aaliyah, Jesúsa Malverde'a, Denzela Washingtona, 40, jego rodziców, babci, wujka i syna; a także kilka związanych z Toronto, w tym wieżę CN i numer „416”.
18 sierpnia 2021 roku Drake ujawnił, że zaraził się COVID-19 w trakcie pandemii, co doprowadziło do tymczasowej utraty włosów. Był także jedną z pierwszych gwiazd, która w marcu 2020 roku publicznie poddała się testowi na obecność wirusa. W 2022 roku ponownie zachorował, co spowodowało przełożenie koncertów z Lil Wayne’em i Nicki Minaj.

### Rodzina i relacje
Stryjkami Drake’a ze strony ojca są muzycy Larry Graham i Teenie Hodges. Larry Graham był członkiem zespołu Sly and the Family Stone, natomiast Hodges współtworzył piosenki dla Ala Greena, w tym „Love and Happiness”, „Here I Am (Come and Take Me)” i „Take Me to the River”.
Spotykał się z SZA w latach 2008–2009, a od 2009 do 2016 roku pozostawał w związku z Rihanną, który zmieniał się z przerwami. Wspominał o tym związku w każdym ze swoich albumów studyjnych, a wręczając Rihannie nagrodę Michael Jackson Video Vanguard Award w 2016 roku, powiedział: „jest kobietą, w której jestem zakochany odkąd miałem 22 lata”. O swoim związku z nią powiedział w talk show The Shop:

Gdy życie nabiera kształtów i uczy cię własnych lekcji, znajduję się w sytuacji, w której nie mam już tej bajki o tym, że „Drake założył rodzinę z Rihanną, to takie idealne”. Wygląda to tak dobrze na papierze i ja też kiedyś tego chciałam.

Drake jest ojcem syna o imieniu Adonis, który urodził się 11 października 2017 roku. Jego matką jest francuska malarka i była modelka Sophie Brussaux. Ciąża Brussaux stała się przedmiotem wielu plotek po tym, jak na początku 2017 roku pojawiła się w artykule w TMZ. Po tym, jak w „The Story of Adidon” Pusha T omówił charakter związku tej pary, Drake potwierdził swoje ojcostwo na albumie Scorpion (2018).

## Dyskografia
Solowe albumy studyjne
- Thank Me Later (2010)
- Take Care (2011)
- Nothing Was The Same (2013)
- Views (2016)
- Scorpion (2018)
- Certified Lover Boy (2021)
- Honestly, Nevermind (2022)
- For All the Dogs (2023)

Wspólne albumy studyjne
- Her Loss (z 21 Savage) (2022)
- Some Sexy Songs 4 U (z PARTYNEXTDOOR) (2025)

## Filmografia

### Film
| Rok  | Film                                    | Rola               | Informacje                                        |
| ---- | --------------------------------------- | ------------------ | ------------------------------------------------- |
| 2007 | Charlie Bartlett                        | A/V Jones          |                                                   |
| 2008 | Mookie's Law                            | Chet Walters       | Film krótkometrażowy                              |
| 2011 | Breakaway                               | Jako on sam        | Cameo                                             |
| 2012 | Epoka lodowcowa 4: Wędrówka kontynentów | Ethan              | Głos                                              |
| 2013 | Legenda telewizji 2: Kontynuacja        | Fan Ron'a Burgundy | Cameo                                             |
| 2014 | Think Like a Man Too                    | Jako on sam        | Cameo                                             |
| 2017 | 6ix Rising                              | Jako on sam        | Film dokumentalny                                 |
| 2017 | The Carter Effect                       | Jako on sam        | Film dokumentalny, producent wykonawczy           |
| 2019 | Remember Me, Toronto                    | Jako on sam        | Film dokumentalny napisany przez Mustafa the Poet |
| 2022 | Black Ice                               | Brak               | Film dokumentalny, producent wykonawczy           |
| 2023 | For Khadija                             | Brak               | Film dokumentalny, producent wykonawczy           |

### Telewizja
| Rok        | Tytuł                          | Rola                                   | Informacje                                     |
| ---------- | ------------------------------ | -------------------------------------- | ---------------------------------------------- |
| 2001       | Blue Murder                    | Joey Tamarin                           | Odcinek: „Out-of-Towners: Part 1”              |
| 2001–2008  | Degrassi: Nowe Pokolenie       | James „Jimmy” Brooks                   | Rola główna, 100 odcinków                      |
| 2002       | Soul Food                      | Fredrick                               | Odcinek: „From Dreams to Nightmares”           |
| 2002       | Conviction                     | Teen Fish                              | Film telewizyjny                               |
| 2005       | Best Friend's Date             | Dater                                  | Odcinek: „Season Finale”                       |
| 2005       | Gwiazda od zaraz               | Jako on sam                            | Odcinek: „Personality Crisis”                  |
| 2008       | The Border                     | PFC Gordon Harvey                      | Odcinek: „Stop Loss”                           |
| 2009       | Być jak Erica                  | Ken                                    | Odcinek: „What I Am Is What I Am”              |
| 2009       | Sophie                         | Ken                                    | Odcinek: „An Outing with Sophie”               |
| 2009       | Ponad falą                     | Jako on sam                            | Odcinek: „One 'Elle' of a Party”               |
| 2010       | When I Was 17                  | Jako on sam                            | Odcinek: „Drake, Jennie Finch & Queen Latifah” |
| 2010       | Drake: Better Than Good Enough | Jako on sam                            | Film dokumentalny MTV                          |
| 2011       | Juno Awards 2011               | Gospodarz                              |                                                |
| 2011       | Saturday Night Live            | Jako on sam (gość muzyczny)            | Odcinek: „Anna Faris/Drake”                    |
| 2012       | Punk'd                         | Jako on sam                            | Odcinek: „Drake/Kim Kardashian”                |
| 2014, 2016 | Saturday Night Live            | Jako on sam (gospodarz, gość muzyczny) | Odcinek: „Drake”                               |
| 2018       | The Shop                       | Jako on sam                            | Odcinek 2                                      |
| 2018       | The Egos                       | Jako on sam                            | Odcinek: „OMP: Drake”                          |
| 2019–      | Euforia                        | Brak                                   | Producent wykonawczy                           |
| 2019–2023  | Top Boy                        | Brak                                   | Producent wykonawczy                           |
| 2021–2022  | Chillin' Island                | Brak                                   | Producent wykonawczy                           |
| 2023       | Saint X                        | Brak                                   | Producent wykonawczy                           |